# Tombe d'Adolphe Thiers
La tombe d'Adolphe Thiers est une chapelle funéraire située dans la 55e division du cimetière du Père-Lachaise à Paris, dans laquelle repose l'homme politique et historien Adolphe Thiers. Initialement inhumé dans la chapelle Dosne-Thiers située dans la 30e division du cimetière, sa dépouille a rejoint sa tombe actuelle à l'occasion du dixième anniversaire de sa mort. L'immense tombeau a été érigé par sa veuve et sa belle-sœur près de la chapelle du cimetière. L'architecte de la famille, Alfred-Philibert Aldrophe, est chargé de dresser les plans ; Henri Chapu et Antonin Mercié sont chargés des sculptures et Ferdinand Barbedienne des parties en bronze.
Le monument funéraire, comme tout monument construit avant 1900 dans la partie romantique du cimetière, est inscrit monument historique par arrêté du 21 mars 1983.
À l'occasion du centenaire de la Commune en 1971, le monument fit l'objet d'un attentat.

## Adolphe Thiers

### Son décès
En août 1877, Thiers est en villégiature aux bains de Dieppe. Se sentant indisposé, il se rend à l'hôtel du pavillon Henri IV à Saint-Germain-en-Laye où il a l'habitude de séjourner, en compagnie de son épouse, Élise Thiers, et de sa belle-sœur, Félicie Dosne. Le 3 septembre à 7 heures du matin, Thiers part faire sa promenade quotidienne sur la terrasse. À 8 heures, il regagne son cabinet de travail et déjeune à midi avec son épouse et sa belle-sœur. Il s'évanouit durant le repas. Le docteur est appelé et constate que Thiers a une hémorragie cérébrale. On l'étend sur son lit de camp qui l'accompagne lors de ses déplacements. Thiers meurt vers dix-huit heures, à l'âge de 80 ans entouré de ses proches, Le Piez, médecin de Saint-Germain-en-Laye, M. Barthe, son docteur, son épouse, sa belle-sœur, Barthelémy Saint-Hilaire, M. Aude, son secrétaire,,.
Le peintre Ernest Meissonier réalise un portrait du défunt.

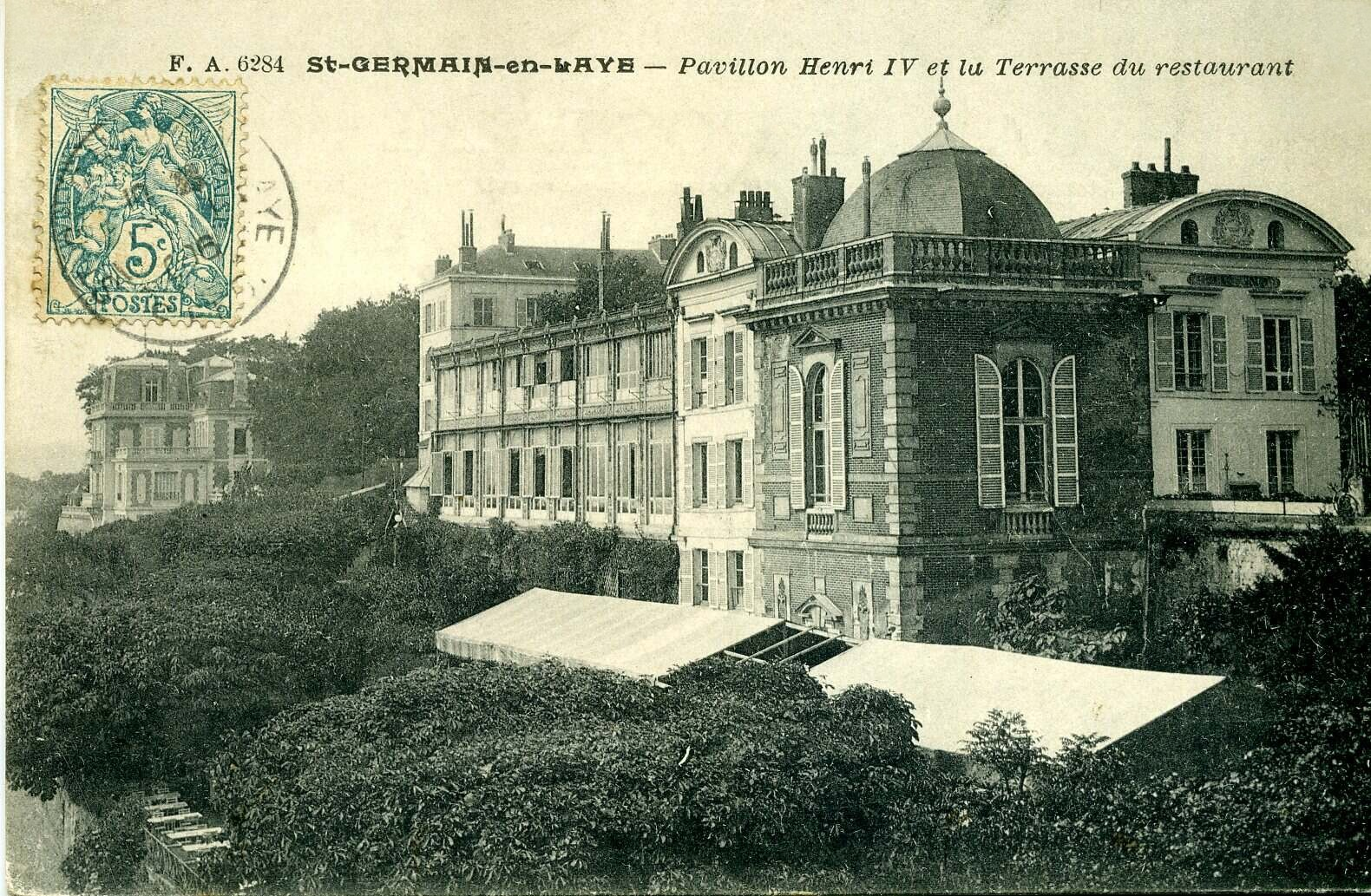
Hôtel du pavillon Henri IV à Saint-Germain-en-Laye où est mort Adolphe Thiers.
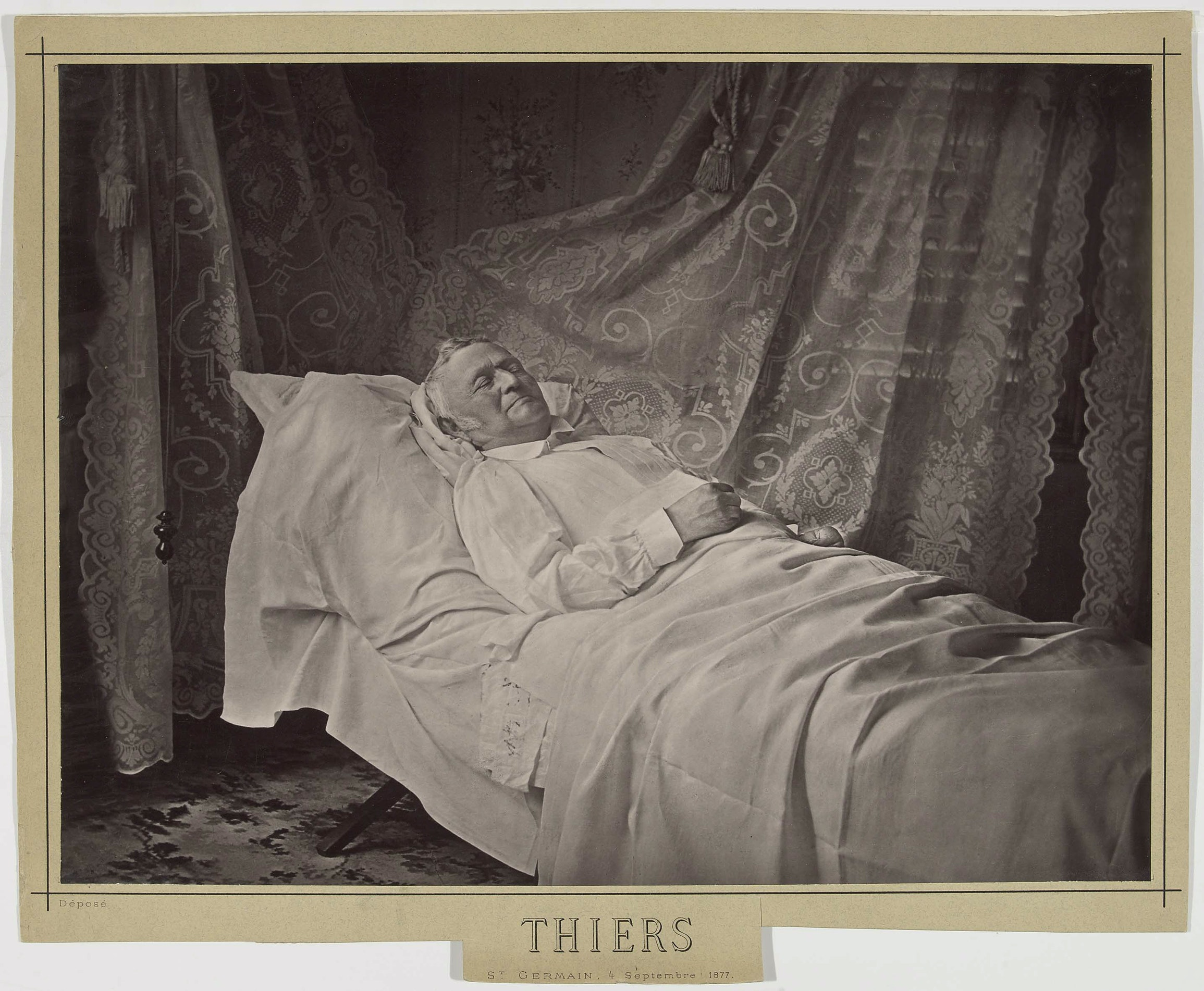
Thiers sur son lit de mort.

### Ses funérailles
La mise en bière a lieu à Saint-Germain-en-Laye en présence de M. Mignet, du général Charlemagne, de M. Guiraud, Barthélemy Saint-Hilaire, le curé de Saint-Germain, l'abbé Petit et de Mme Thiers qui procède elle-même à l'ensevelissement de son mari. Le corps de Thiers est placé dans trois cercueils fournis par l'administration générale des Pompes funèbres de Paris. Le corps est placé dans un cercueil en plomb doublé dedans de soie blanche unie dans lequel figure un petit oreiller en soie blanche. Ce cercueil est placé dans un cercueil en sapin lequel est placé dans un cercueil en chêne recouvert de drap de velours noir avec clous d'argent. Sur le couvercle est fixée une plaque en argent portant les nom et prénom du défunt, son âge, la date de naissance et celle de sa mort avec la mention : « Ancien président de la République française ». Pour ne pas troubler le repos de son mari, Mme Thiers refuse l'embaumement de la dépouille.
Les obsèques se sont déroulées à l'église Notre-Dame-de-Lorette, le samedi 8 septembre. Bien qu'il soit un ancien président de la République, Thiers ne bénéficie pas d'obsèques nationales en raison d'un désaccord entre le gouvernement et sa veuve. Ses funérailles sont organisées par cette dernière. Un million de personnes assistent au passage du cortège funèbre qui, à la sortie de l'église, se rend au cimetière du Père-Lachaise.
Les cordons du poêle sont tenus par Ustazade Silvestre de Sacy de l'Académie française, Vuitry de l'Académie des sciences morales et politiques, les anciens ministres Jules Dufaure, Louis Martel, Jules Simon, Jules Favre et l'amiral Pothuau et Jules Grévy, ancien président de la Chambre. Plusieurs discours sont prononcés sur sa tombe par Jules Grévy, Jules Favre, Jules Simon, Silvestre de Sacy, au nom de l'Académie française et Vuitry, au nom de l'Académie des sciences morales et politiques.

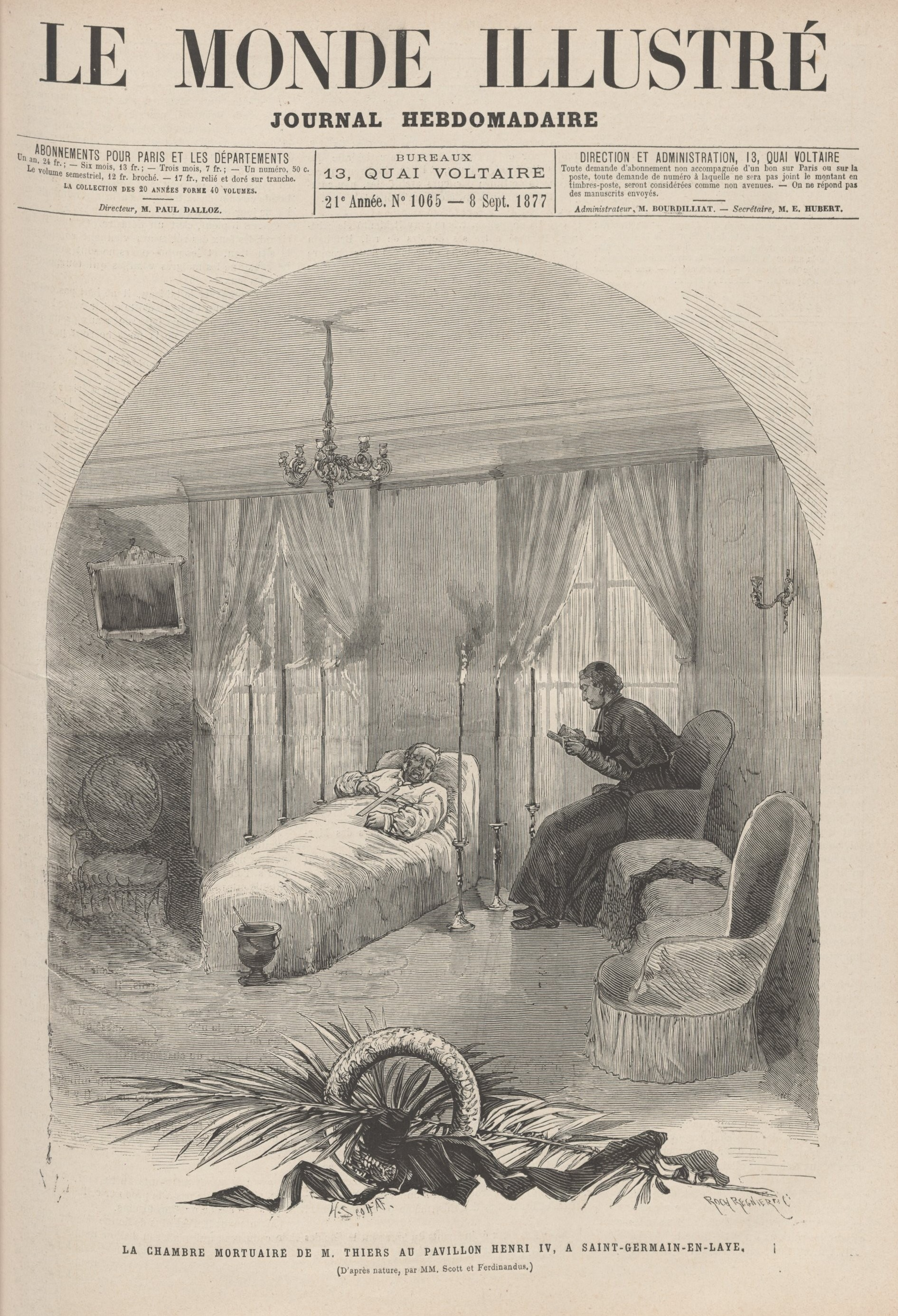
La chambre mortuaire.
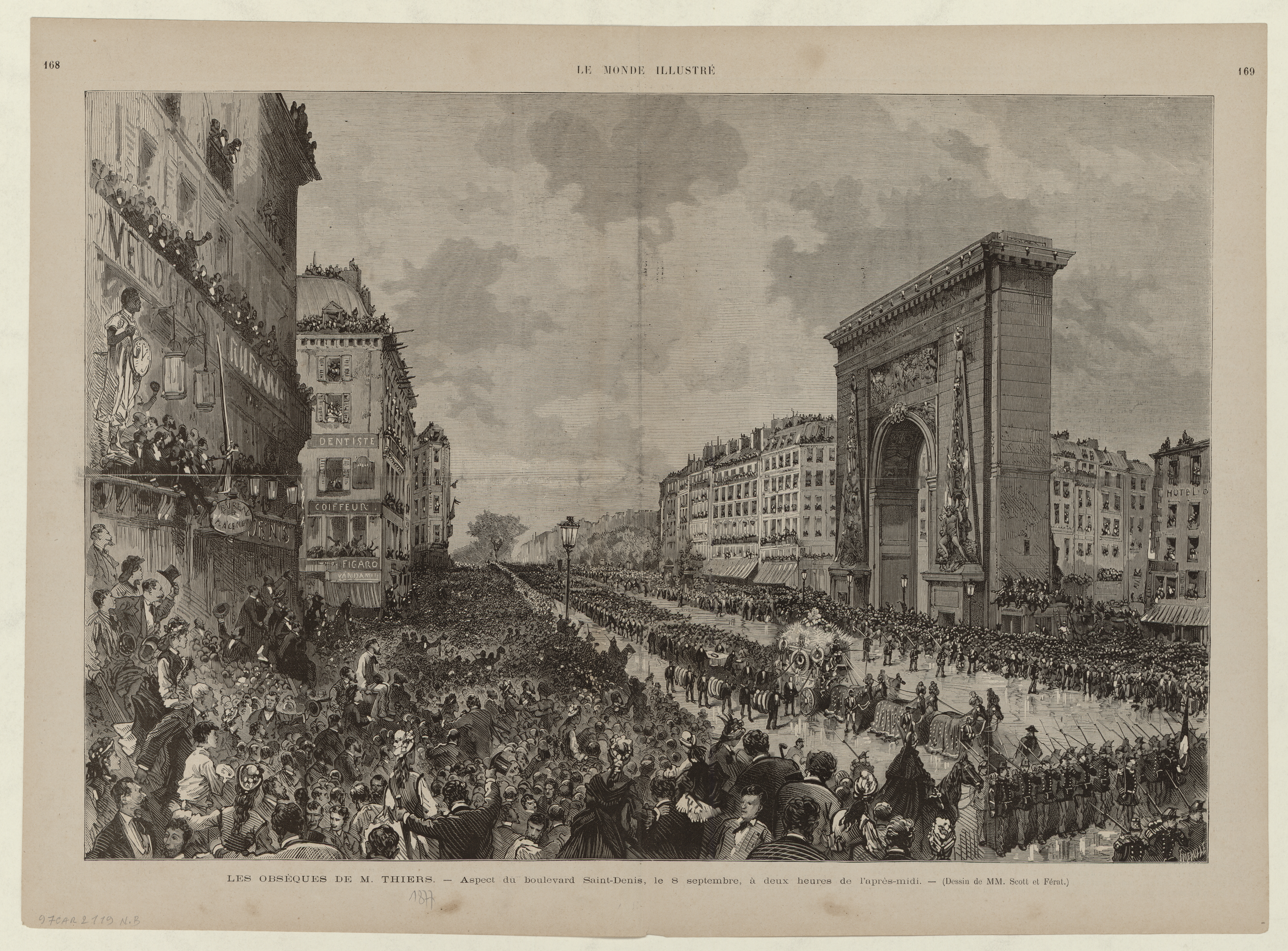
Le char funèbre.
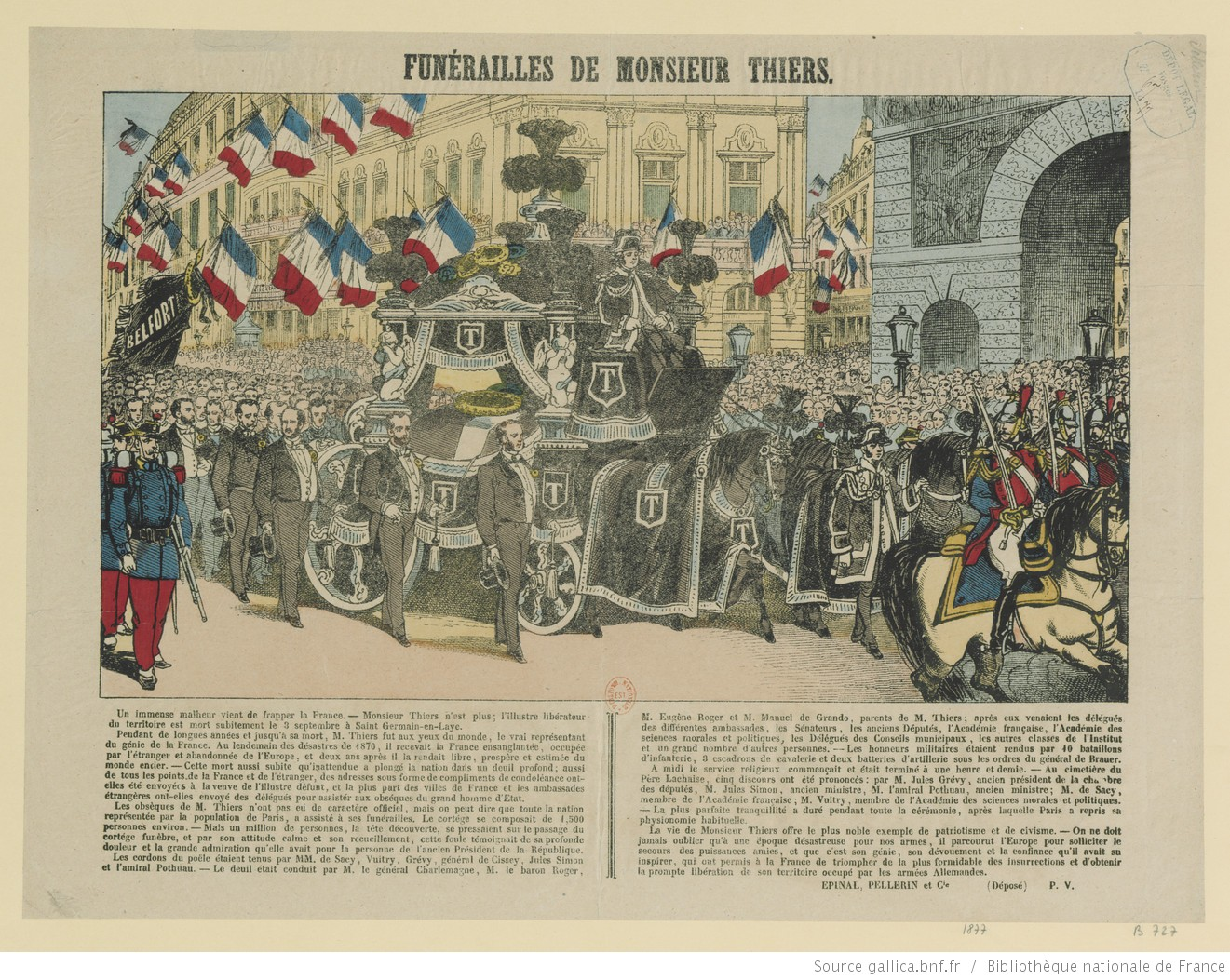
Le char funèbre.
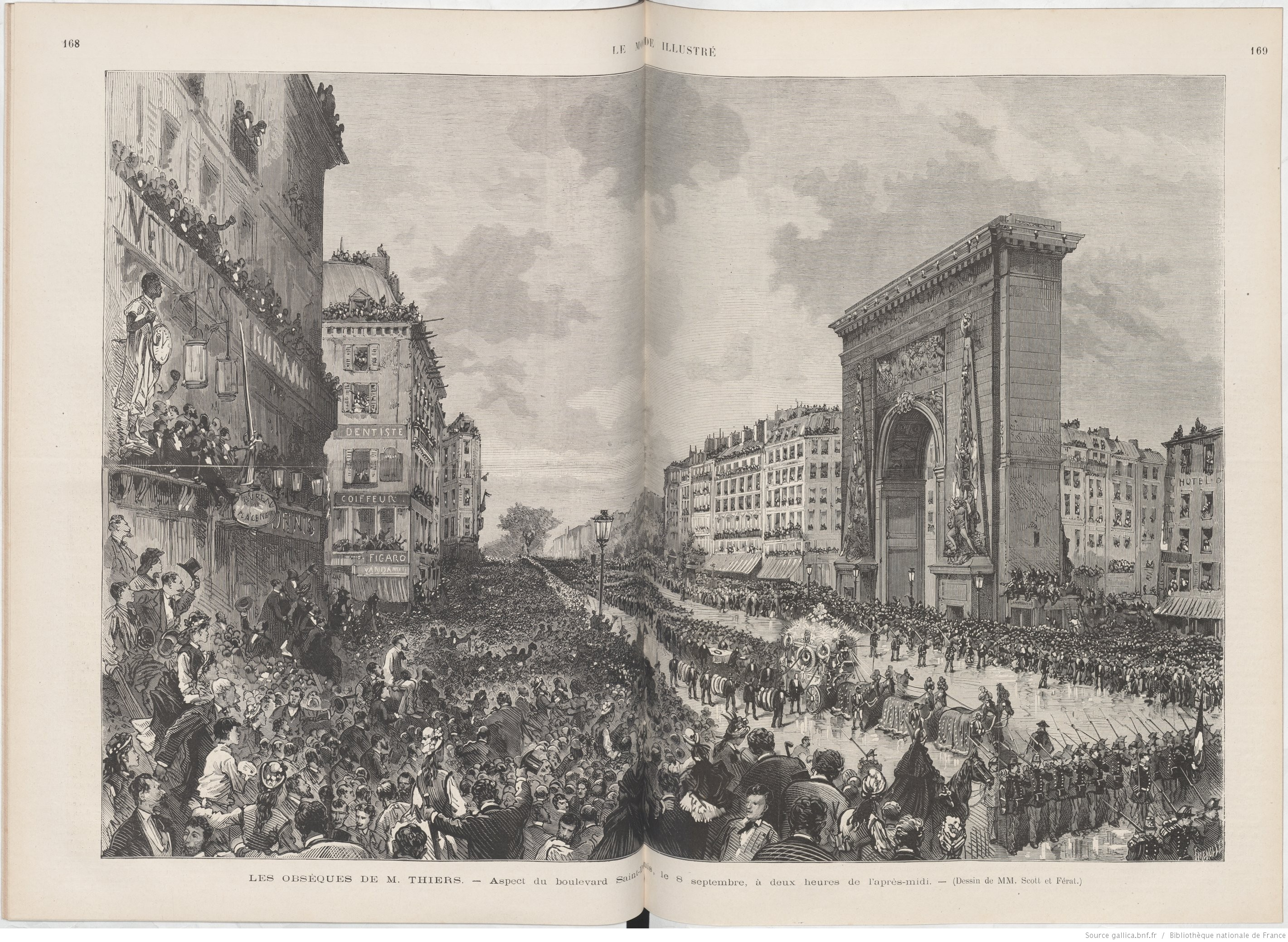
Le cortège passant sur le boulevard Saint-Denis.
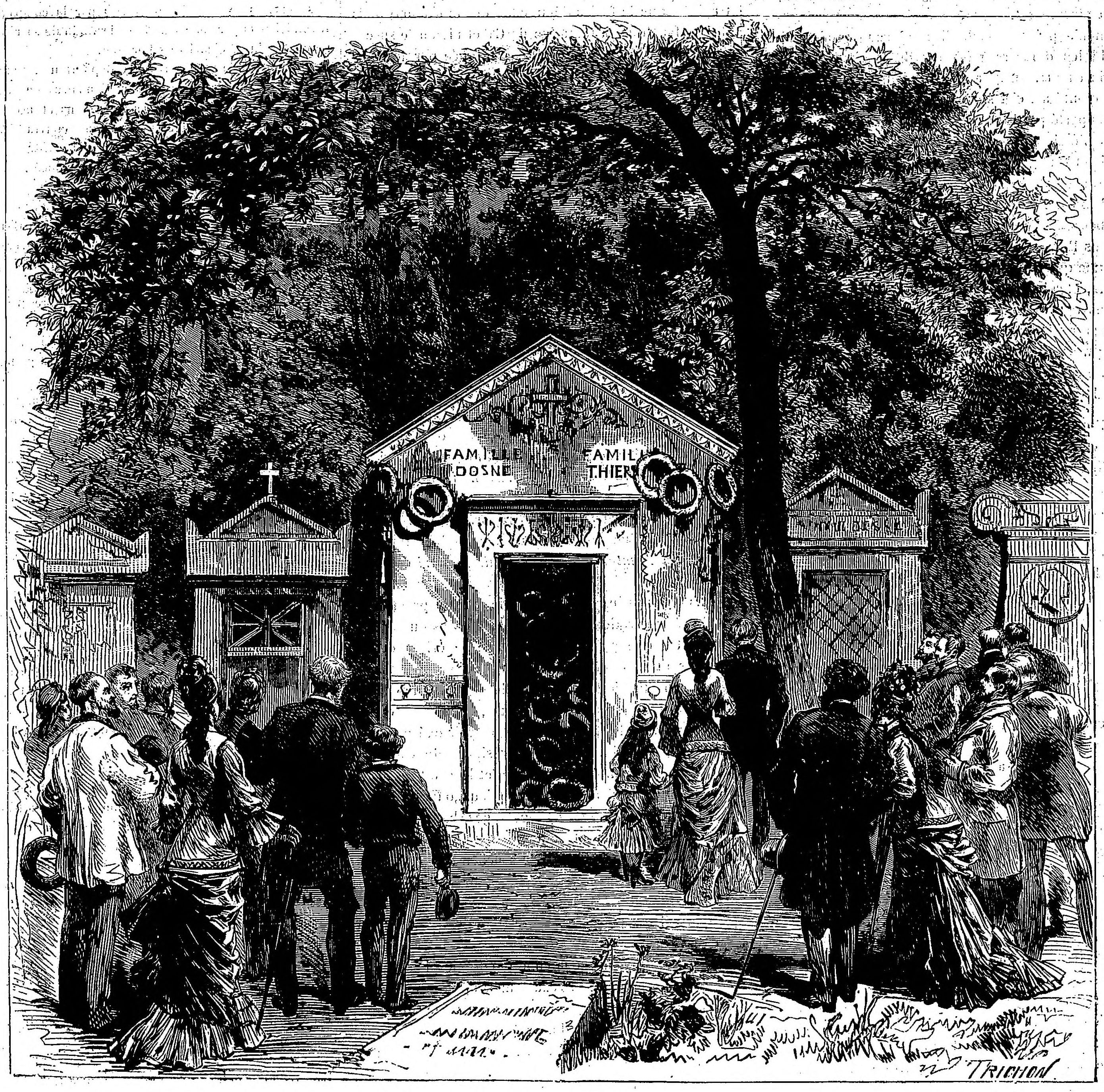
Le tombeau.

## Chapelle de la famille Dosne-Thiers

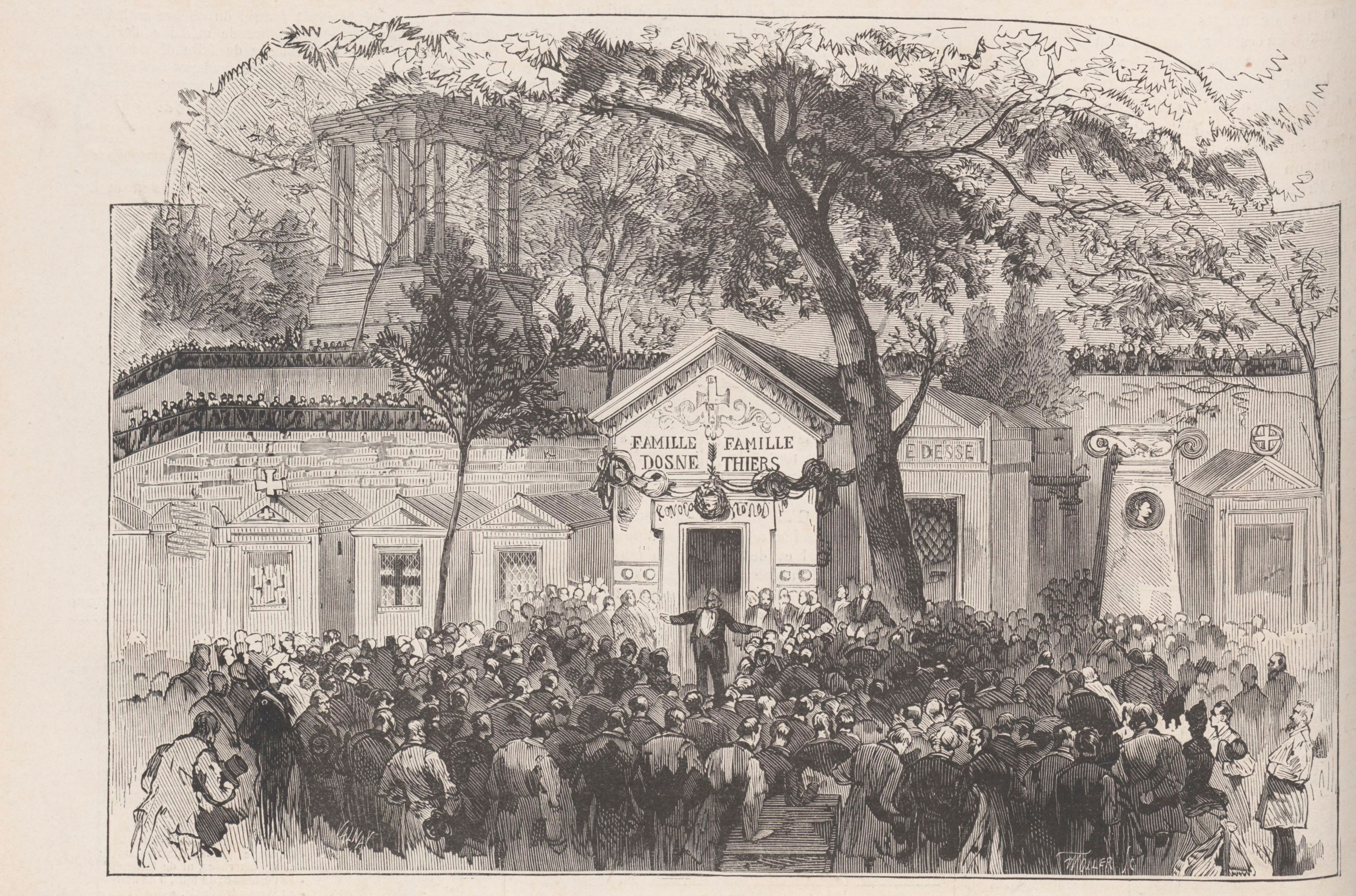
Enterrement d'Adolphe Thiers dans la chapelle Dosne-Thiers.

Adolphe Thiers est dans un premier temps inhumé dans le caveau de la famille Dosne-Thiers, située sur l'avenue des Acacias, dans la 30e division du Père-Lachaise. La chapelle est un monument, relativement modeste, probablement réalisé par Louis Visconti,. Il porte l'inscription suivante sur sa façade :
Thiers repose non loin de Lafayette, qui fut son ami, et Kellermann, dont il raconta les batailles. Figure également à ses côtés lors de son inhumation : Dupuytren, Frochot, Macdonald, duc de Tarente, Gouvion-Saint-Cyr, Martin du Nord, Népomucène Lemercier, l'abbé Sieyès, la comédienne Mademoiselle Duchesnois et le comte Lajuinais. Ce tombeau, situé non loin du mur des fédérés, existe toujours.

## Monument Thiers
Puisque le gouvernement français ne fit pas ériger de tombeau, son épouse Élise Thiers et sa belle-sœur Félicie Dosne chargèrent leur architecte, Alfred-Philibert Aldrophe, de dresser les plans d'une chapelle funéraire pour Adolphe Thiers et les membres des familles Thiers et Dosne. Henri Chapu et Antonin Mercié furent chargés des sculptures et Ferdinand Barbedienne des parties en bronze. Élise Thiers meurt en 1880. Les travaux sont poursuivis et terminés par Félicie Dosne. Les restes sont transférés lors d'une cérémonie privée le 3 septembre 1887.

### Localisation
L'édifice est situé avenue de la Chapelle, dans la 55e division du cimetière du Père-Lachaise juste à côté de la chapelle du cimetière. Puisque le monument jouxte la chapelle, cela lui permet d'être situé dans l'axe constitué par la porte d'entrée principale — le monument aux morts — la chapelle,,,.

### Monument
Monument funéraire de style renaissance dû à l'architecte Alfred-Philibert Aldrophe, il occupe une superficie de 145 m2. La façade mesure 9 mètres de large. La hauteur, depuis le sol jusqu'à l'attique qui couronne l'édifice est de 14 mètres. Les fondations vont jusqu'à 25 mètres de profondeur afin de supporter une telle quantité de pierre. Les dimensions exceptionnelles du monument en font un des plus imposants du cimetière, aux côtés du mausolée d'Élisabeth Alexandrovna Stroganoff (1779–1818), de la sépulture du général Maximilien Sébastien Foy (1775–1825), du monument de Casimir Perier (1777–1832), du monument Félix de Beaujour (1765–1836) ou encore de la chapelle Richard Wallace (1818–1890),.

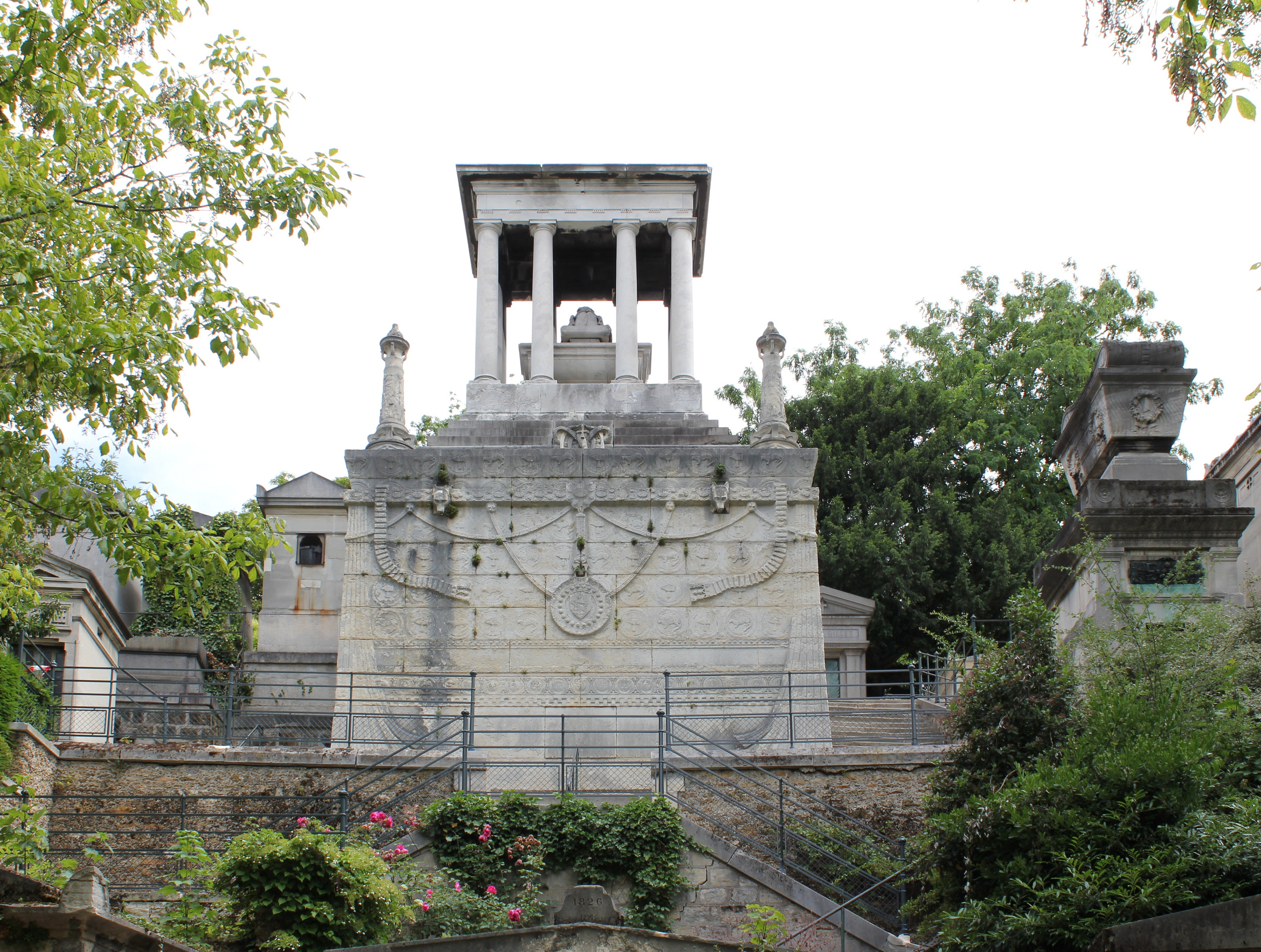
Élisabeth Alexandrovna Stroganoff.
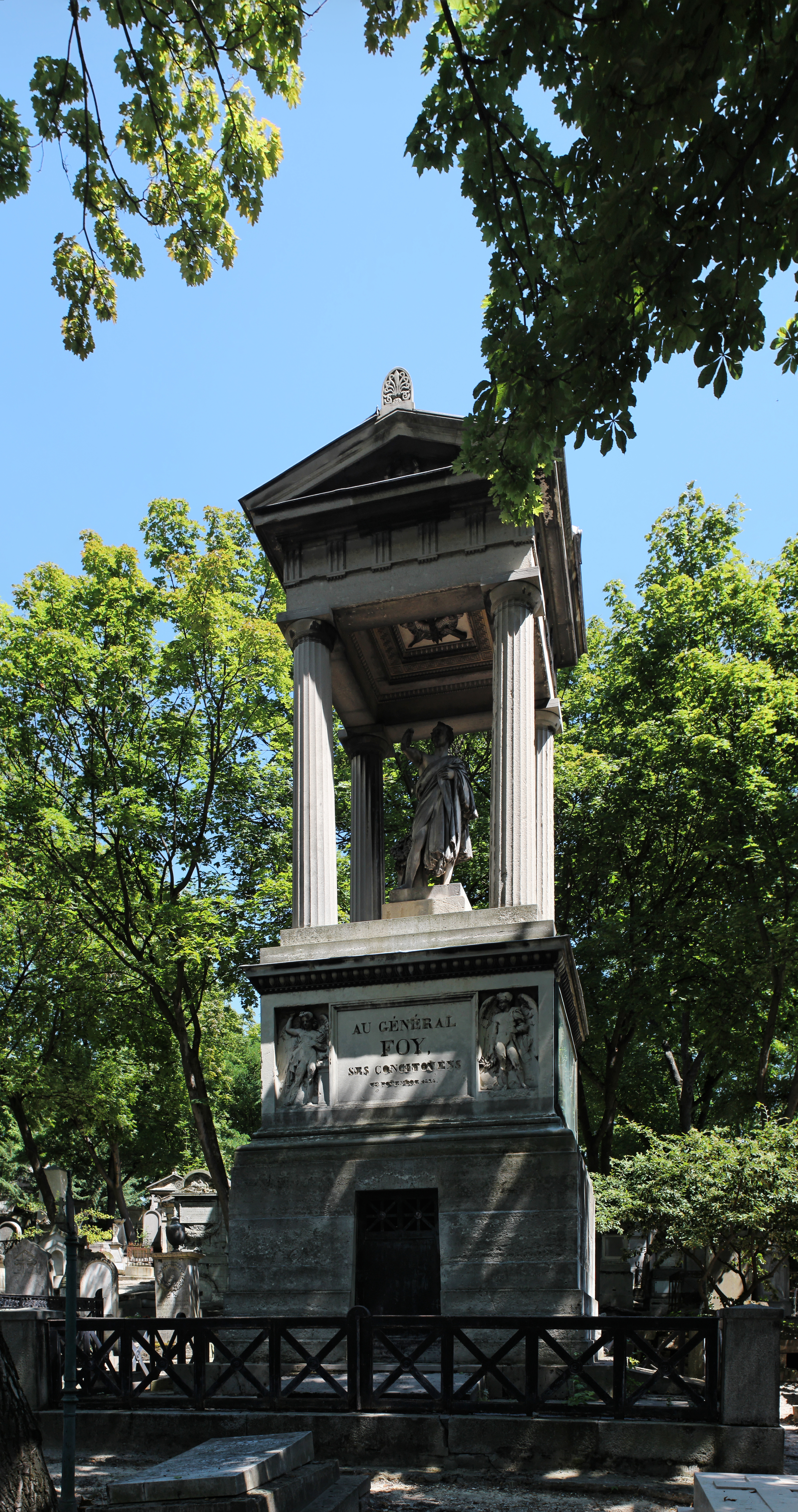
Maximilien Sébastien Foy.
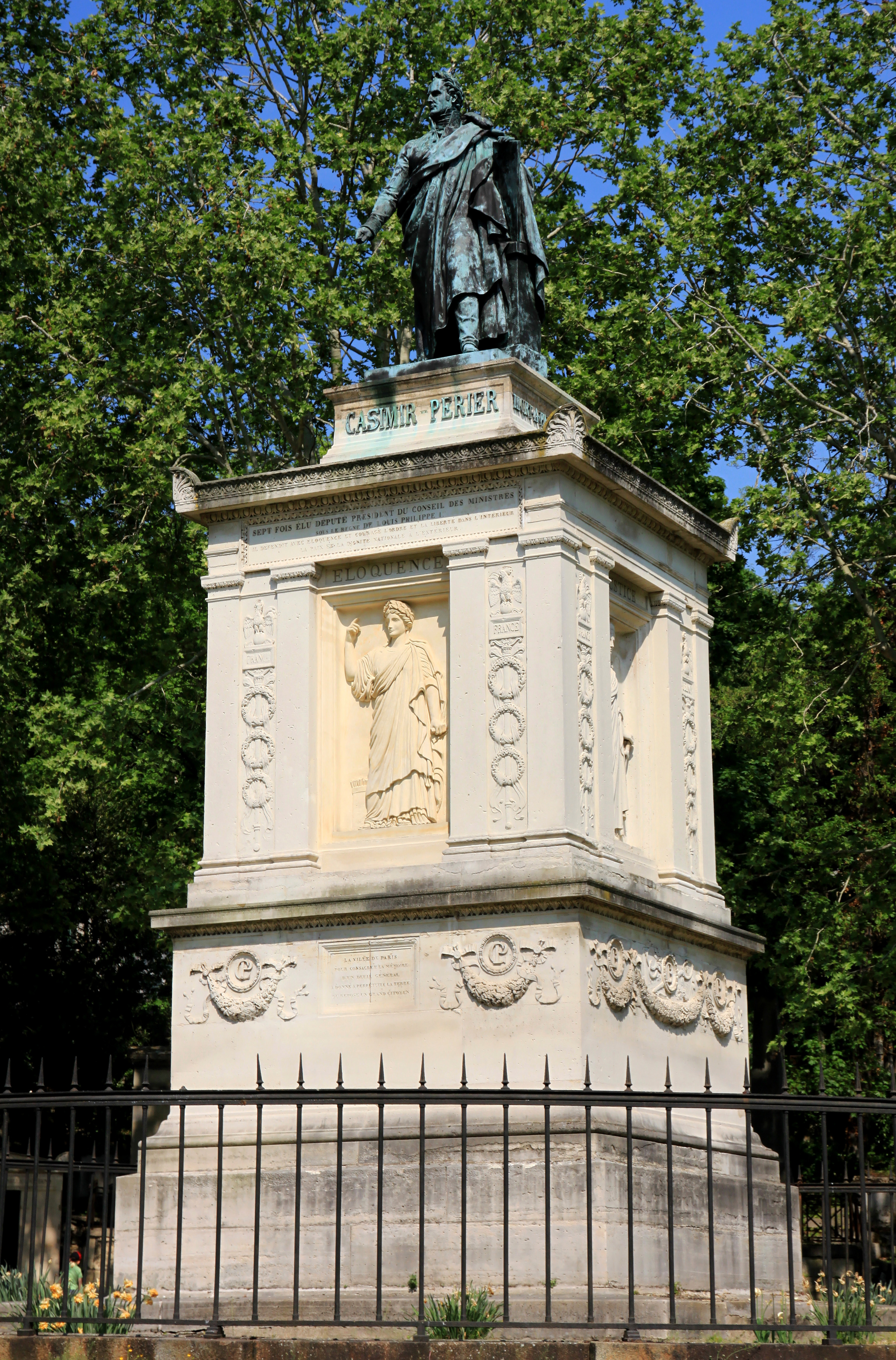
Casimir Perier.
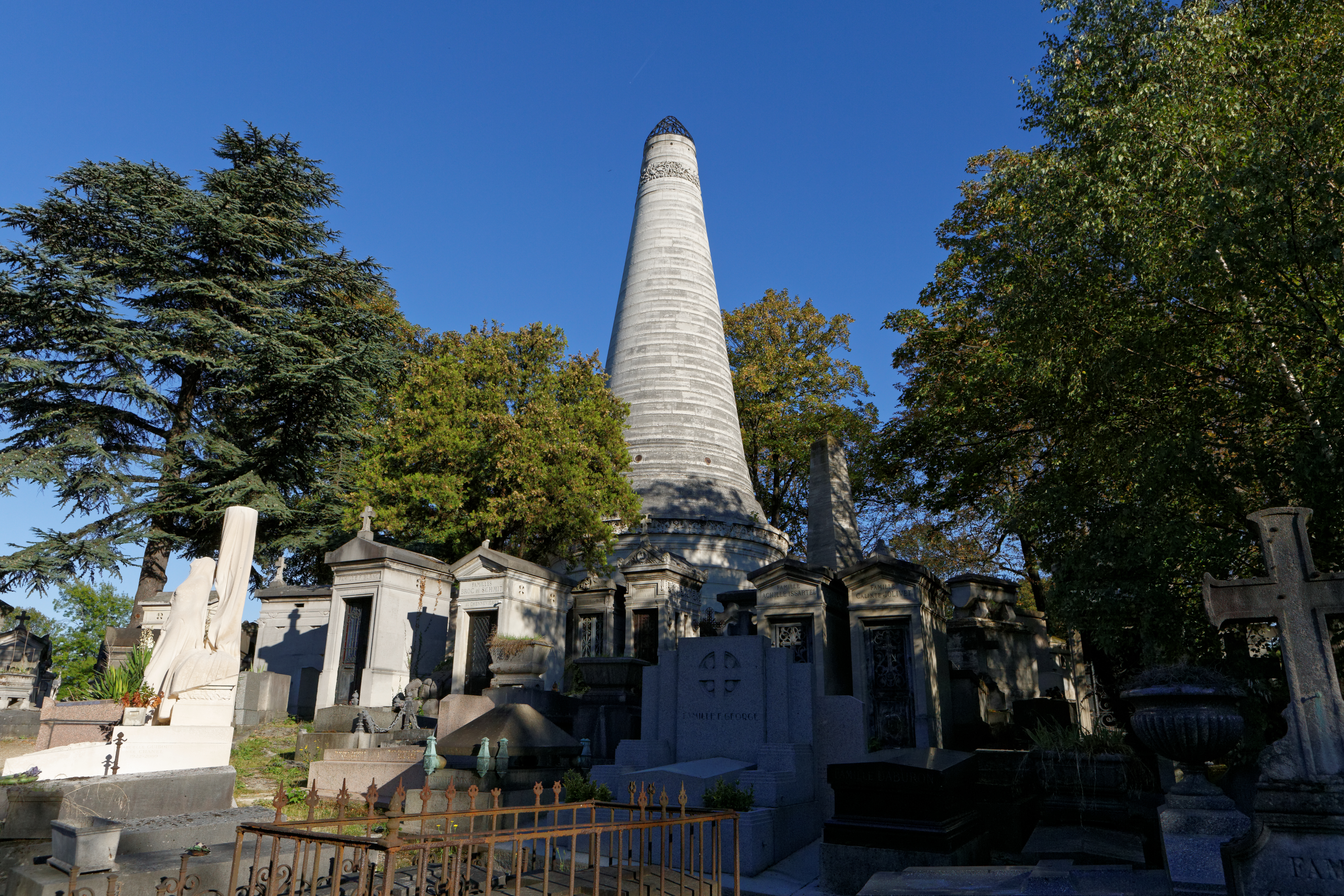
Félix de Beaujour.
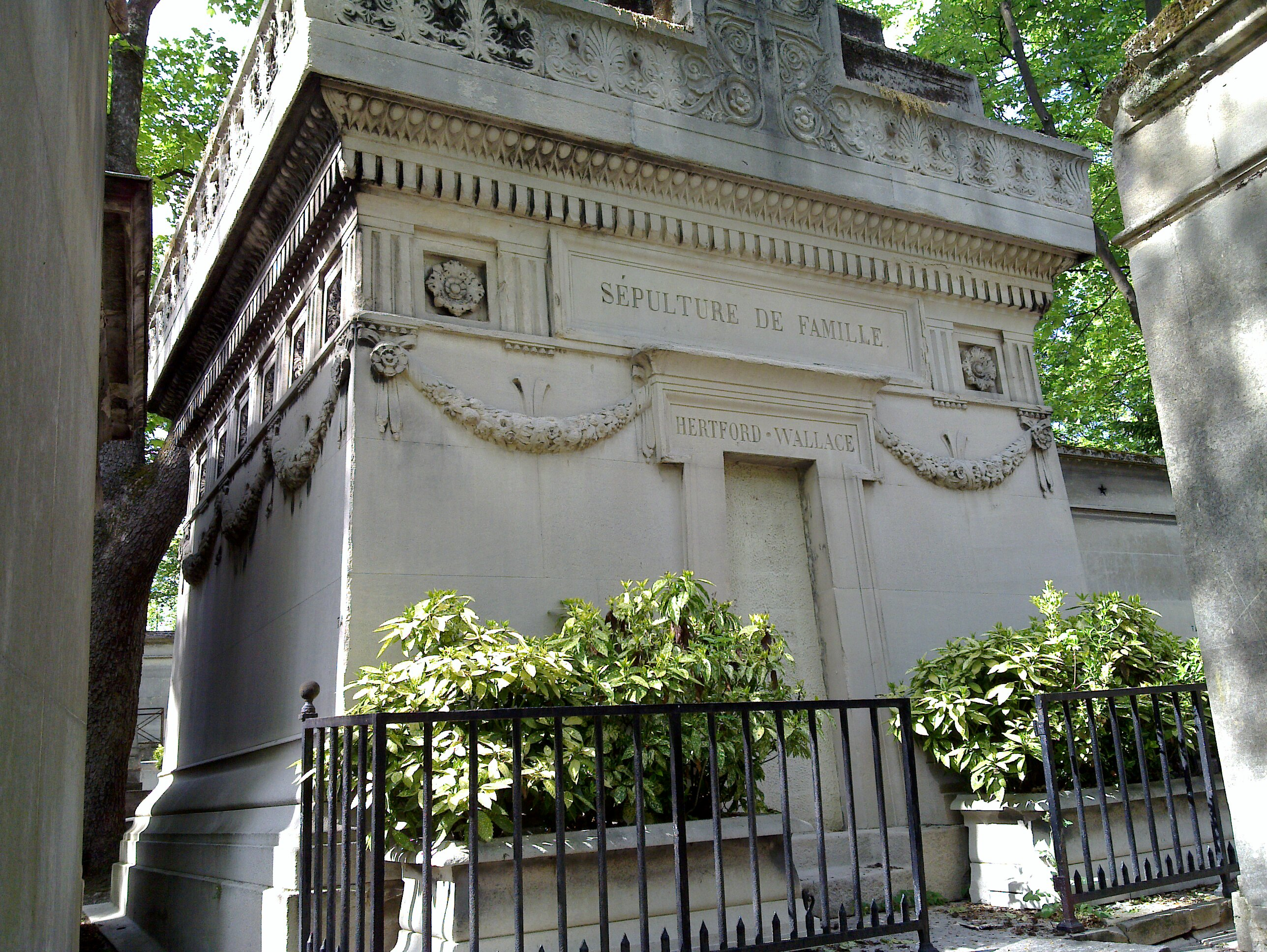
Richard Wallace.

Le monument a coûté plus d'un million de francs, voire deux millions. Le terrain a coûté 150 000 francs, les bas-reliefs de Mercié et Henri Chapu 300 000 francs. Il y aurait 200 000 francs rien qu'en pierre d'Elhonneur. L'ensemble a été financé grâce à une souscription nationale et des fonds publics. Sa construction débuta en 1884 et a duré plus de trois ans. L'édifice est inauguré le 3 septembre 1887 au cours d'une cérémonie intime pour le 10e anniversaire de la mort d'Adolphe Thiers. L'inauguration se fit en petit comité. Une quarantaine d'invités par la famille ont assisté à une messe basse dans la crypte. Aucun discours n'a été prononcé. À l'extérieur du monument se tenait seulement cent cinquante curieux,.
La tombe de Thiers fait partie de la première série de protection aux monuments historiques dont bénéficiera le Père-Lachaise. La première série, datant de mars 1983, a permis l'inscription de l'ensemble des monuments funéraires construits avant 1900 dans la partie romantique du cimetière. L'œuvre d'Aldrophe est inscrite aux monuments historiques par un arrêté du 21 mars 1983.
À l'occasion du centenaire de la Commune de Paris en 1971, l'immense mausolée de l'homme qui réprima l'insurrection de la Commune est la cible d'un plasticage.

#### Extérieur

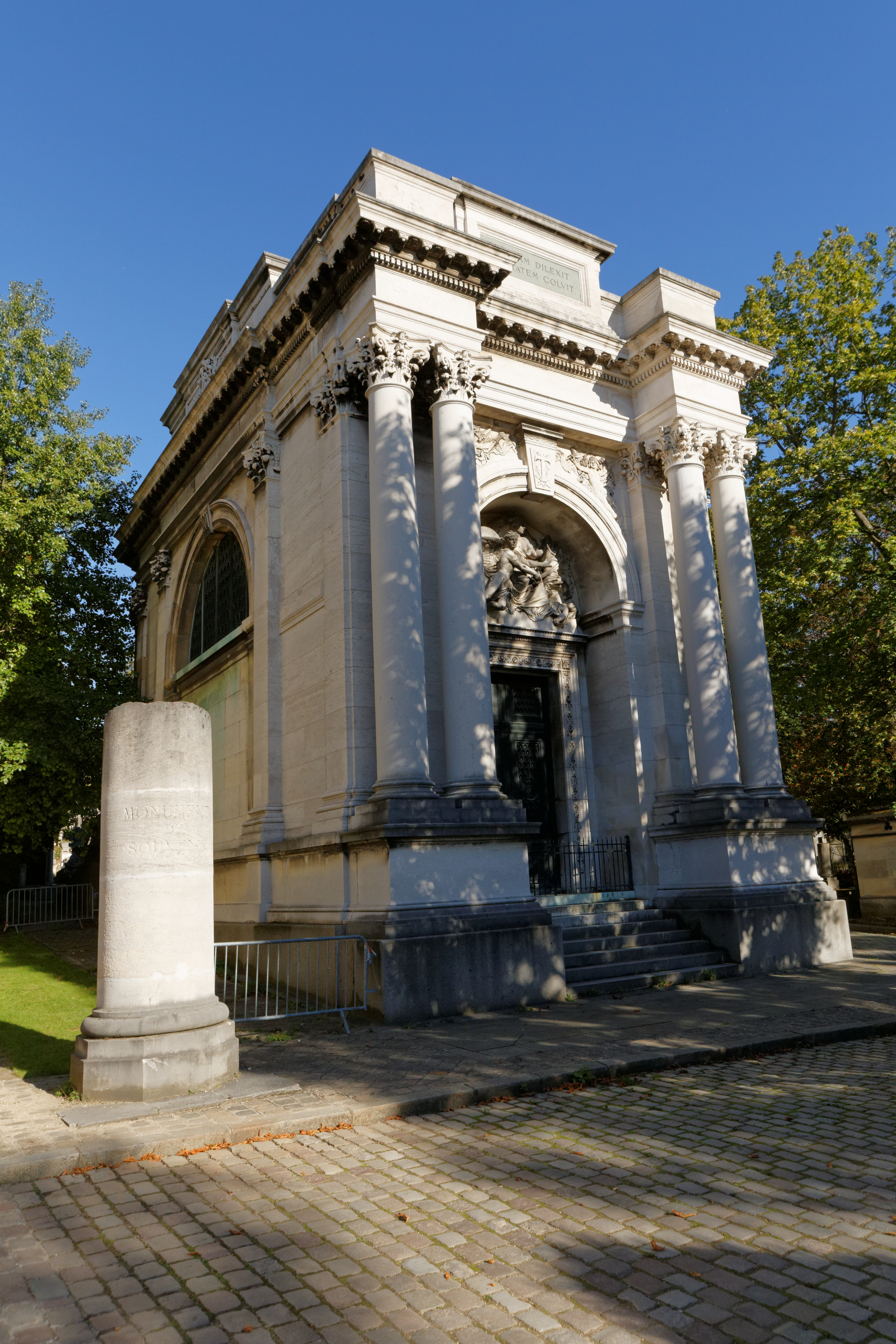
Vue de trois quarts des façades occidentale et australe.
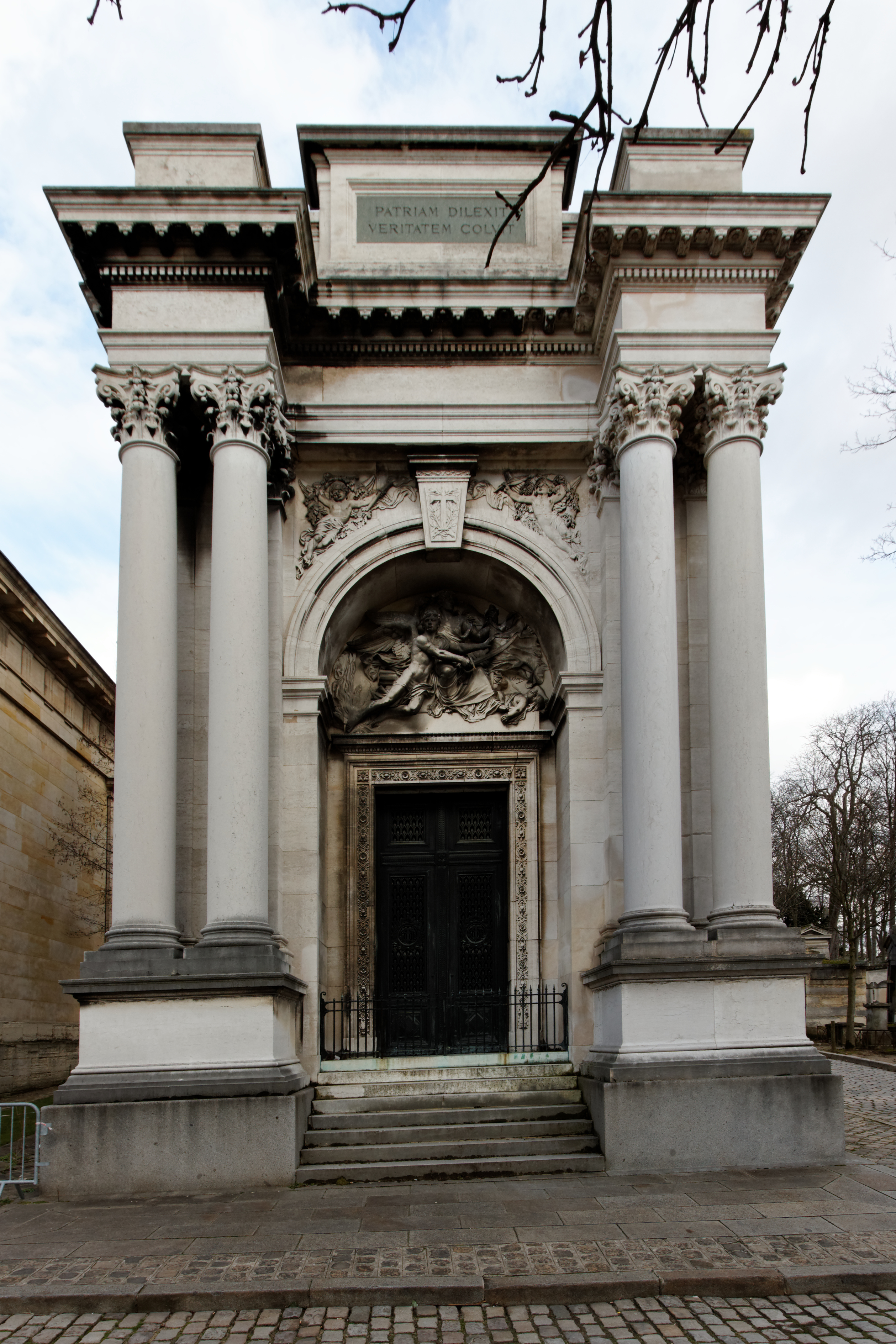
Façade occidentale.
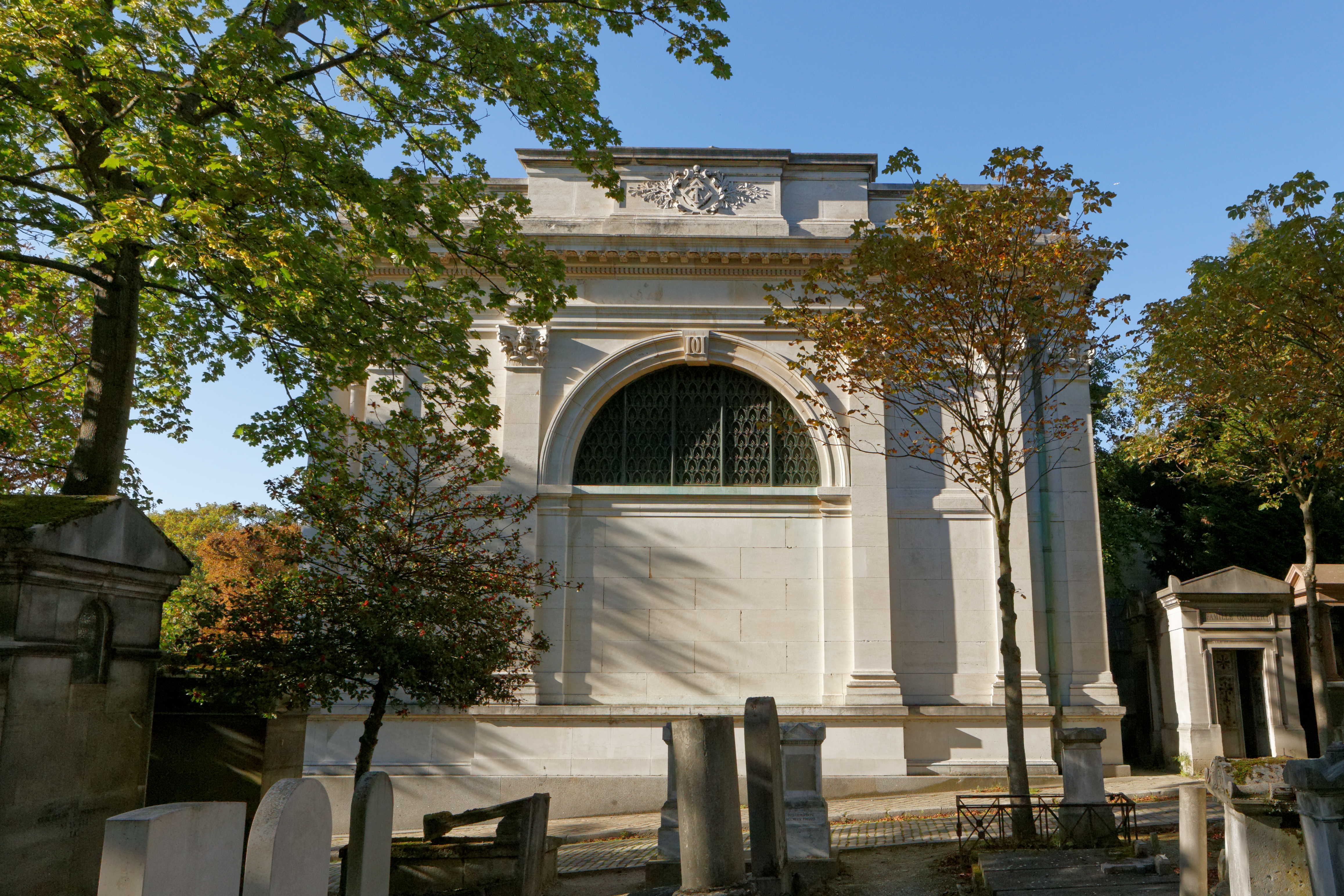
Façade australe.
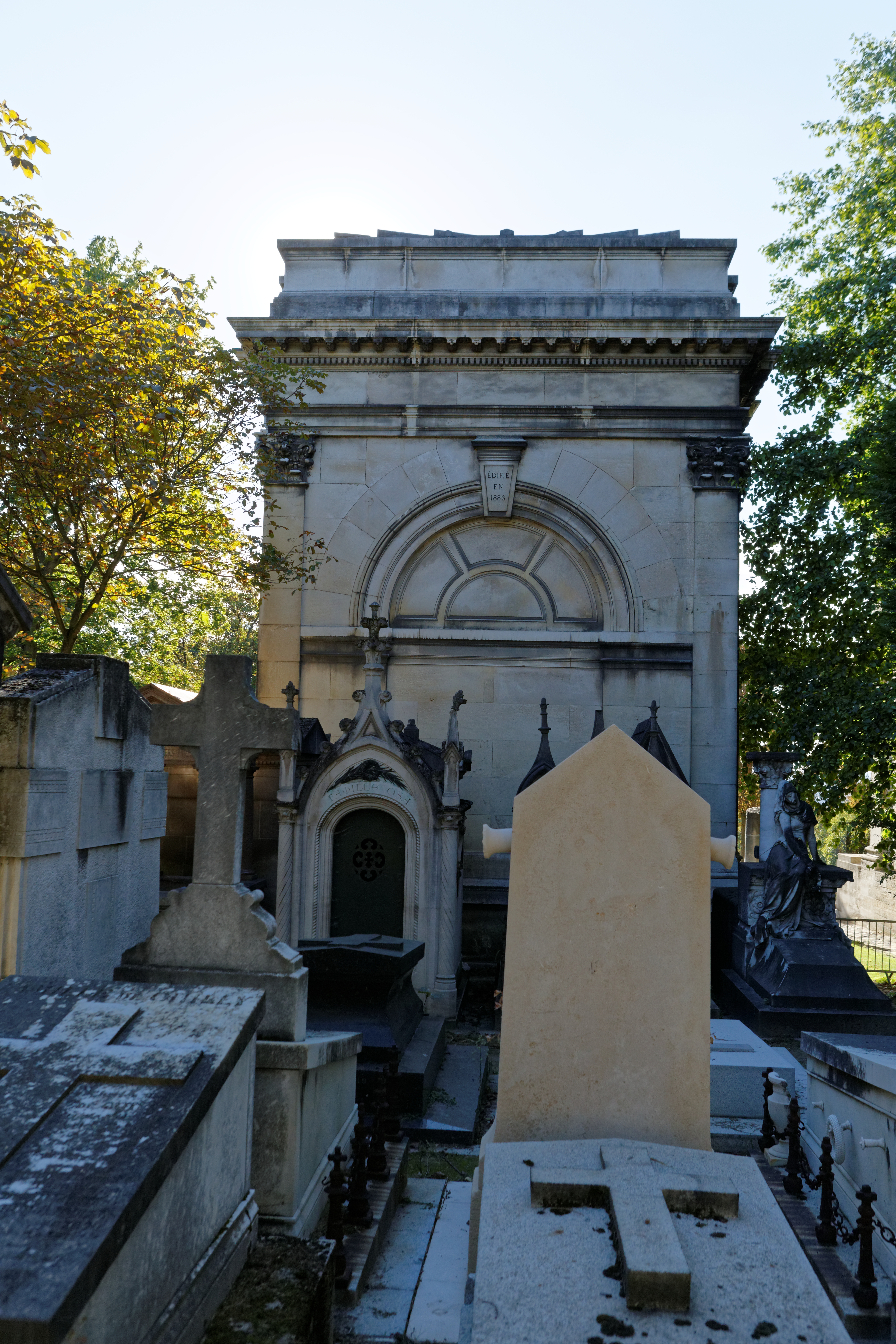
Façade orientale.
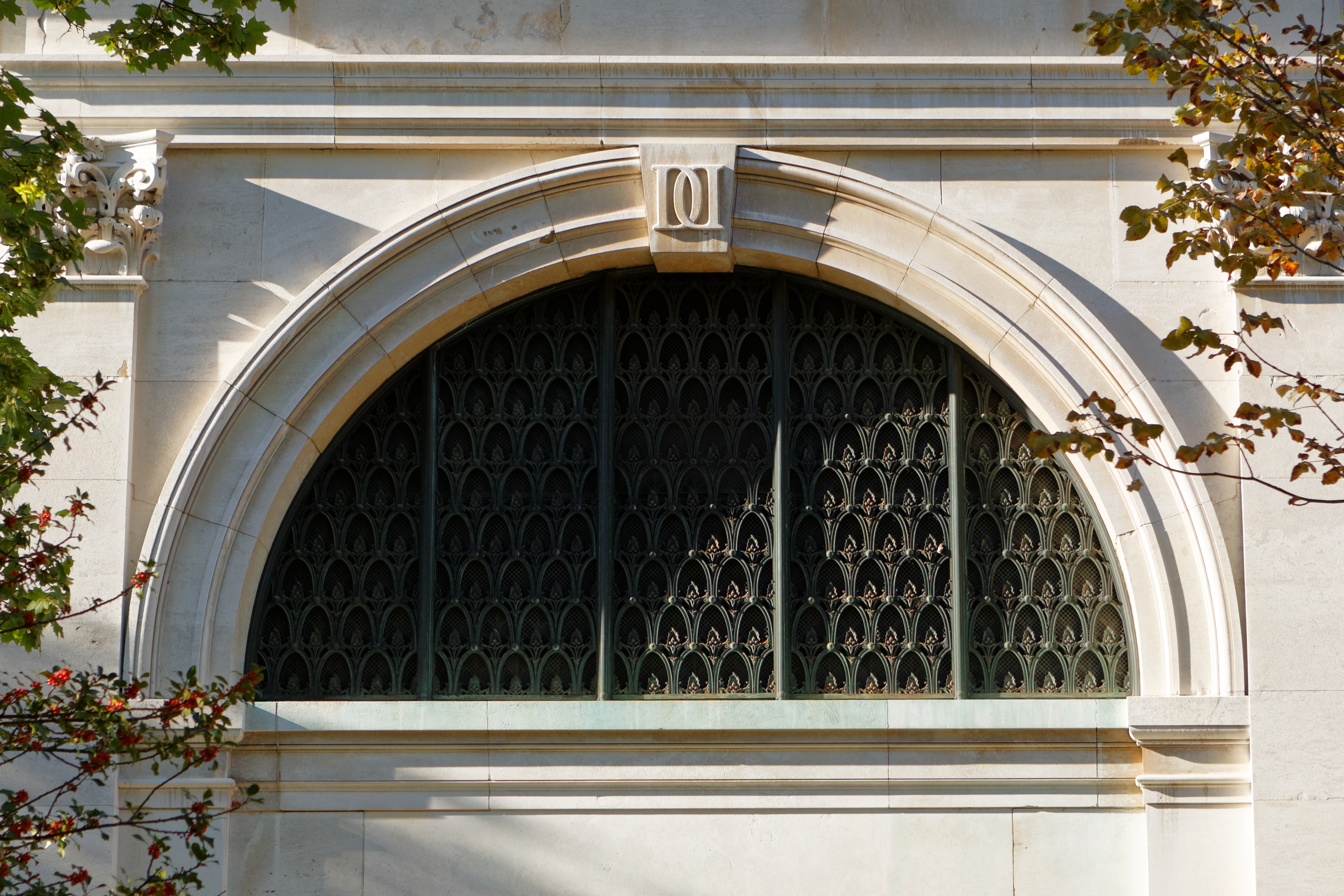
Détail de la façade australe.
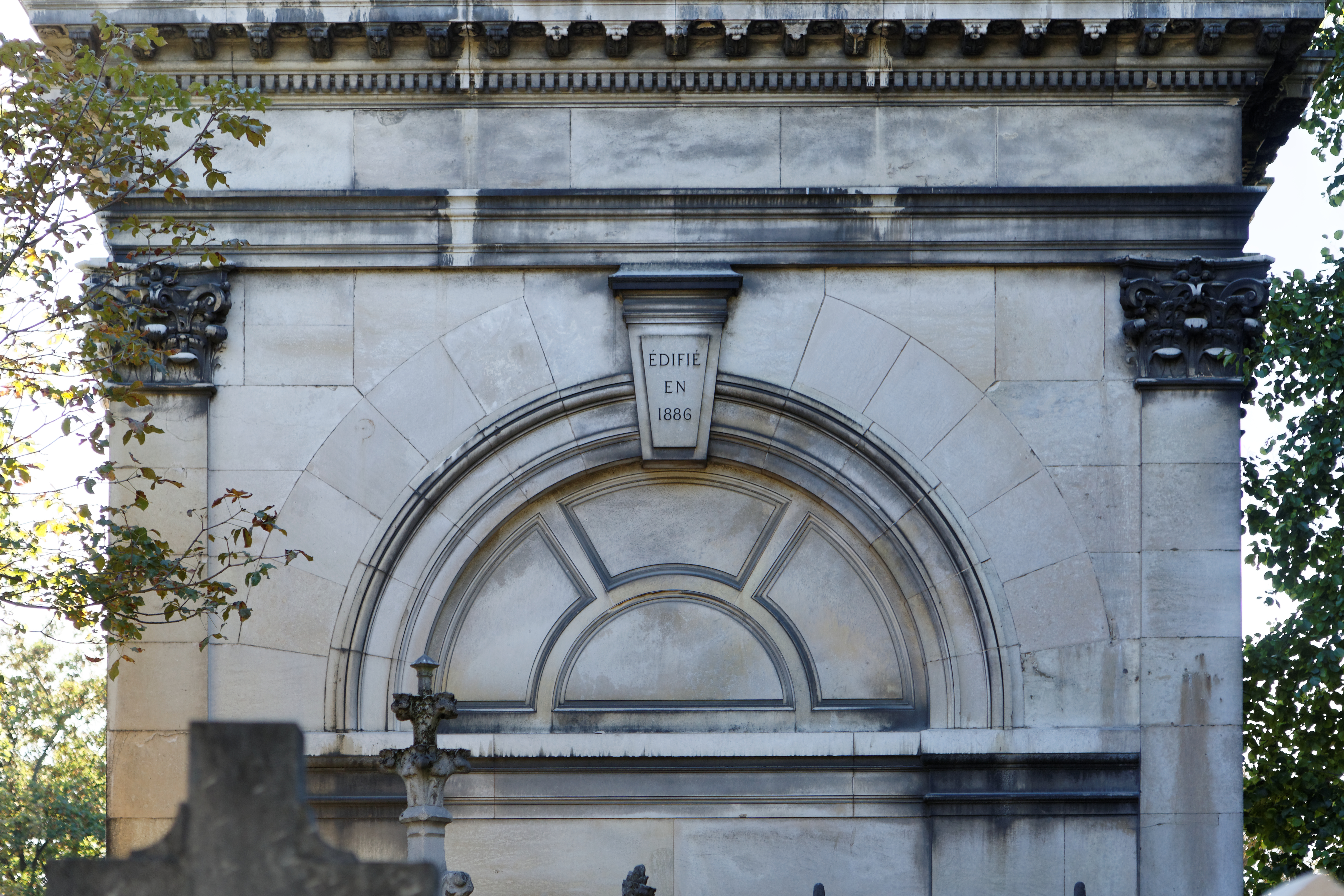
Détail de la façade orientale.

De chaque côté de la façade, deux colonnes d'ordre corinthien, élevées sur un soubassement qui repose lui-même sur un socle de granit, supportent l'entablement, composé de modillons et de denticules. Au-dessus de l'entablement est l'attique au centre duquel se trouve une table en porphyre vert, avec cette devise en lettres d'or :
Entre les colonnes, s'élève une arcade, au milieu de laquelle est placée la porte d'entrée, porte en bronze, qui ne mesure pas moins de quatre mètres de hauteur sur deux mètres de largeur. Elle est entourée d'un chambranle avec attique, au-dessus duquel se trouve un motif du sculpteur Henri Chapu, représentant le Génie du Patriotisme ranimant la France. Celle-ci est au second plan, assise sur une colonne brisée et s'appuyant de la main gauche sur le drapeau ; devant elle, au premier plan, le Génie du Patriotisme, les ailes déployées, brandit un sabre qu'il vient d'arracher à un jeune homme étendu sans vie à ses pieds.
Dans les tympans de l'arcade, au-dessus du motif, se tiennent deux génies, l'un avec une torche représentant les sciences, l'autre, avec une plume, représentant les lettres. Sur la clef qui ferme l'arcade est gravé le chiffre de Thiers, entouré de feuilles de laurier.
Les façades latérales sont ornées de pilastres du même ordre que les colonnes de la façade.

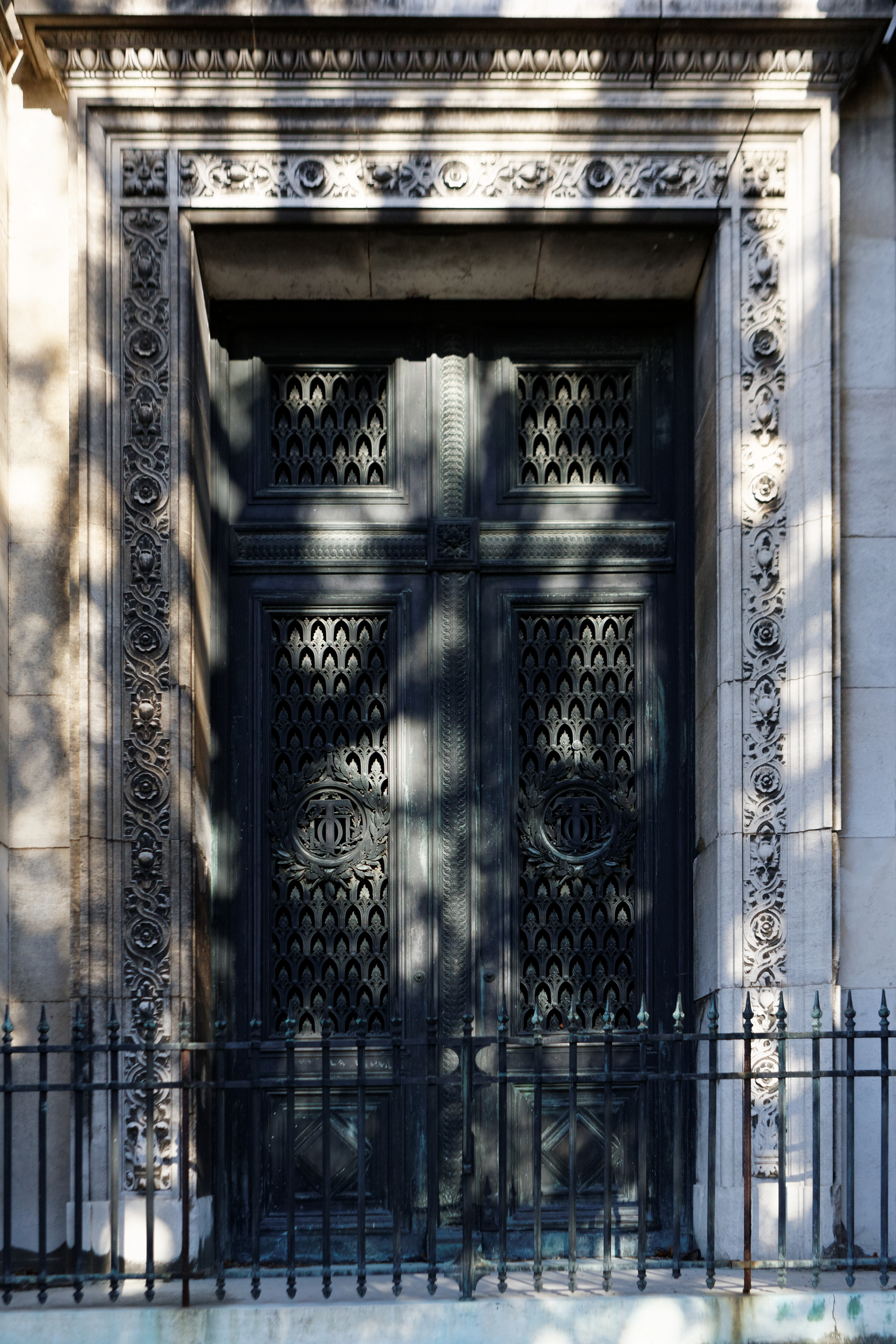
Porte d'entrée.
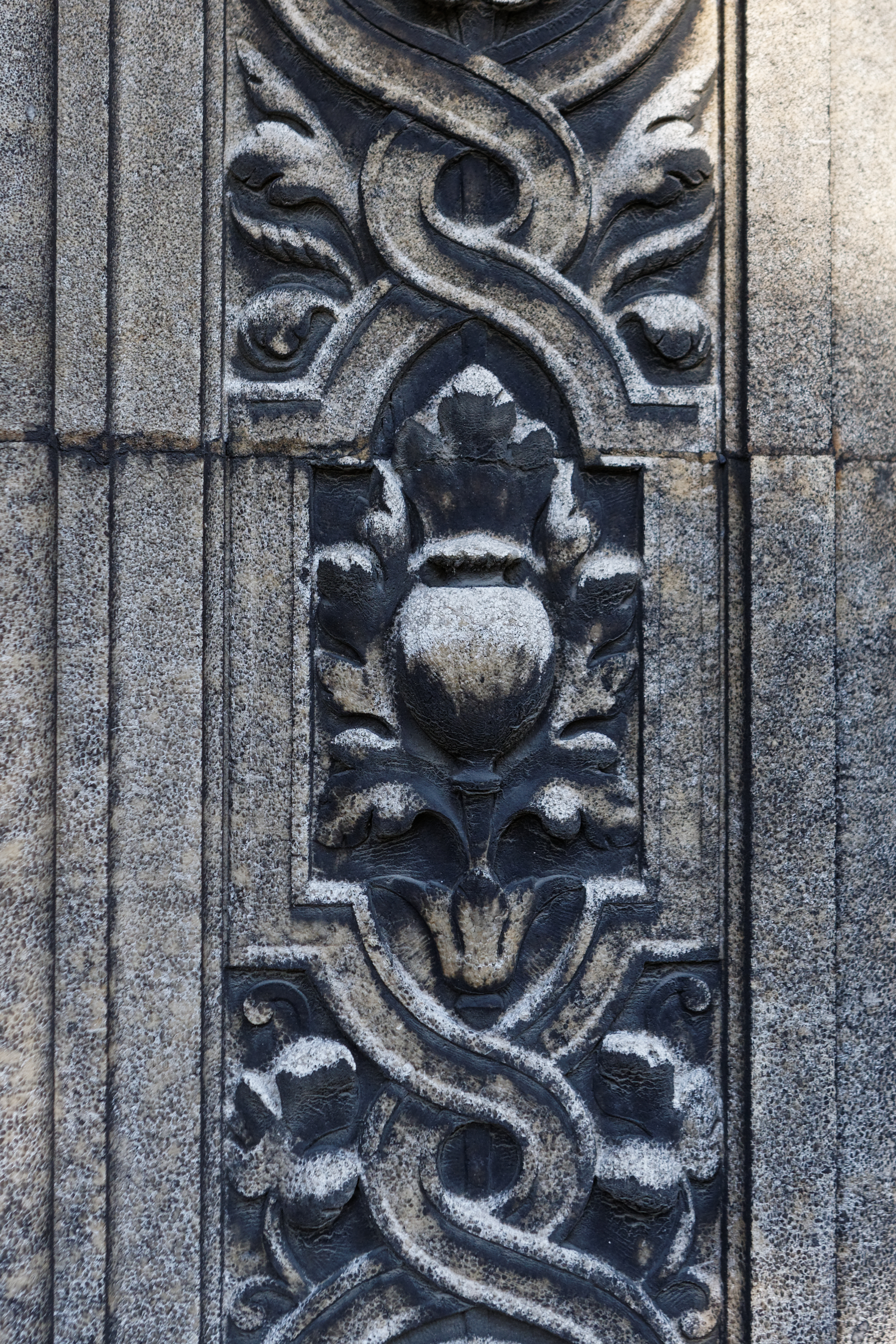
Détail du chambranle.
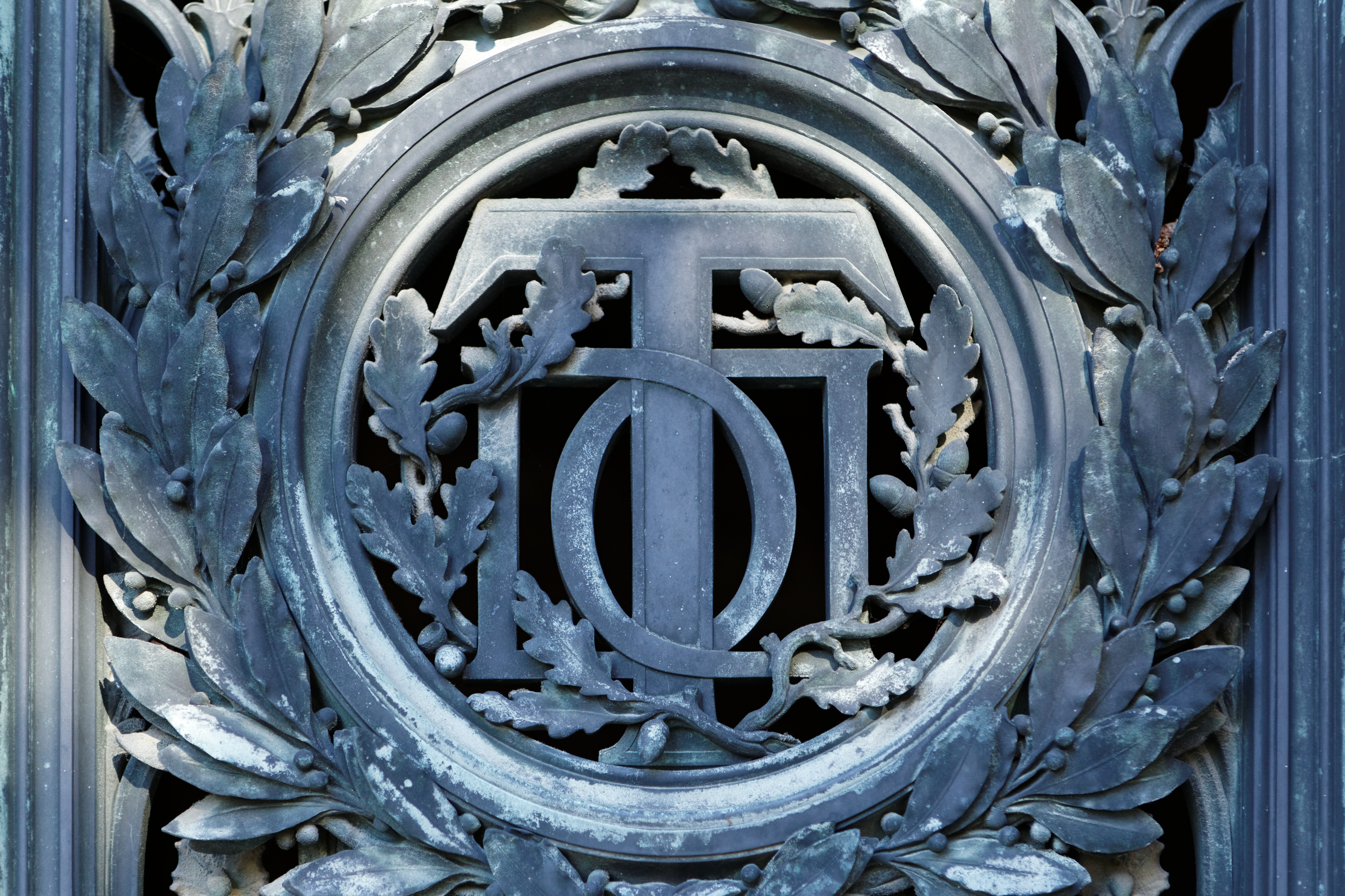
Détail de la porte.
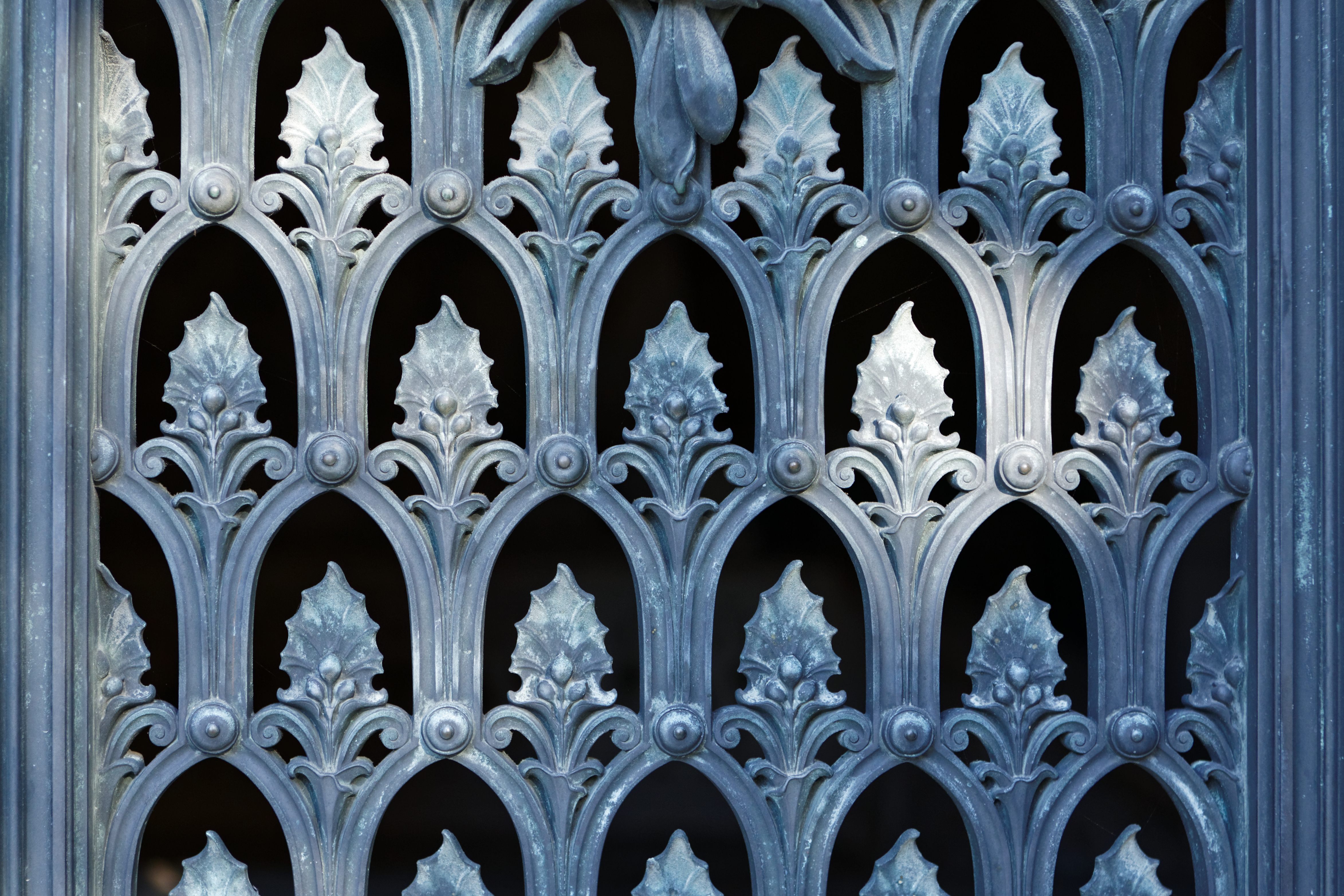
Détail de la porte.
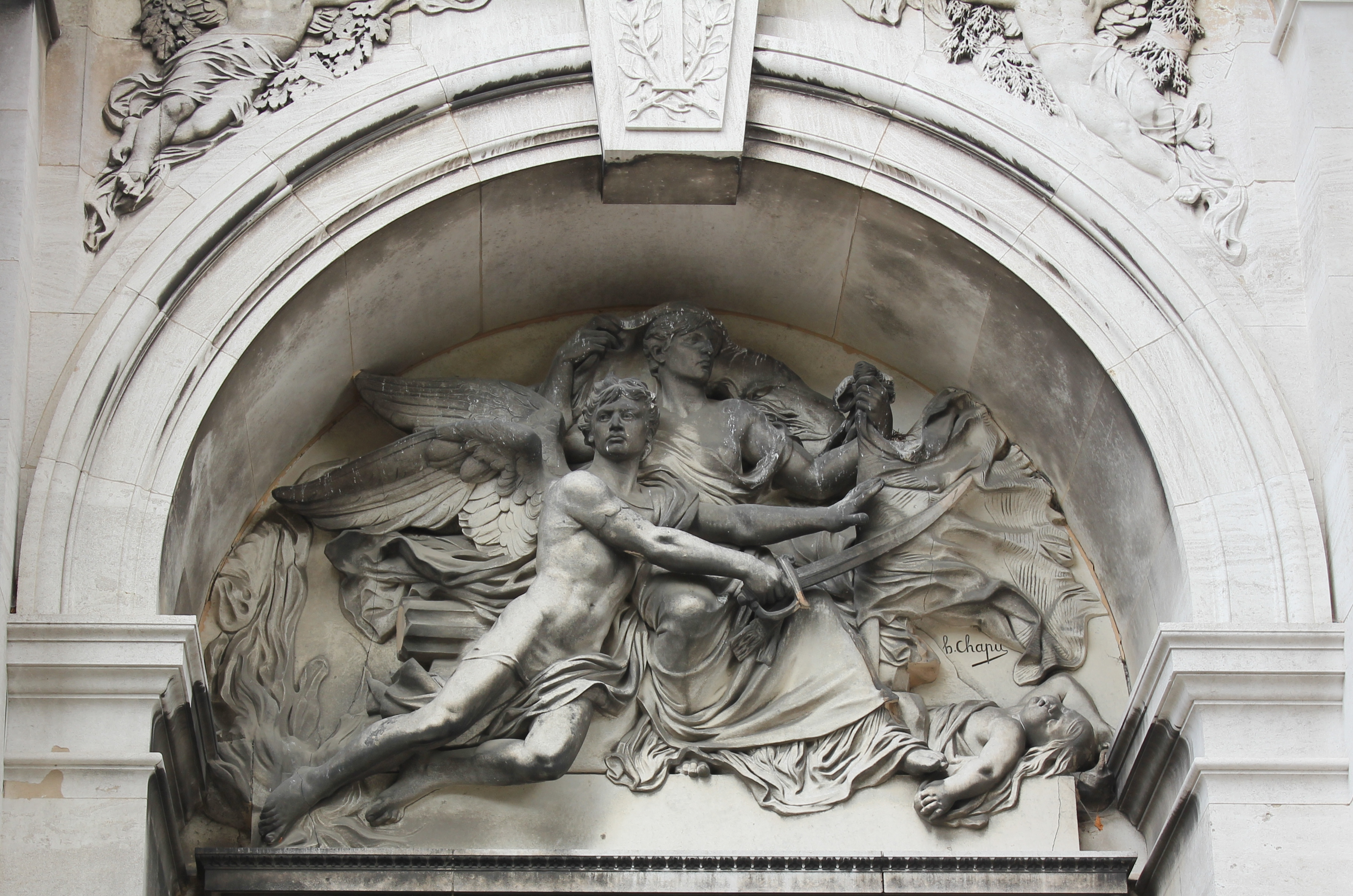
Génie du Patriotisme ranimant la France.

#### Intérieur
Un escalier de neuf marches conduit à la porte principale. L'intérieur du monument est éclairé par des grands arcs fermés par des clôtures en bronze coulées par le fondeur Rolland. Sur les clefs sont enlacés deux D rappelant le nom de la famille Dosne.
À l'intérieur se trouvent une coupole, au centre de laquelle un vitrail éclaire la chapelle. Au haut de cette coupole, une couronne de chêne en pierre s'enroule ; à la base est une corniche où sont entrelacés des asphodèles et des fleurs de pavot.
Une crypte est visible par une ouverture de vingt mètres carrées, entourée d'une balustrade en pierre polie ajourée par des festons.
Les quatre pendentifs sont décorés de génies dus au sculpteur Antonin Mercié, qui sont des allégories de l'Histoire, de l'Éloquence, des Sciences et des Lettres.
Au-dessus de la porte d'entrée, dans le premier arc, se trouve l'inscription suivante :

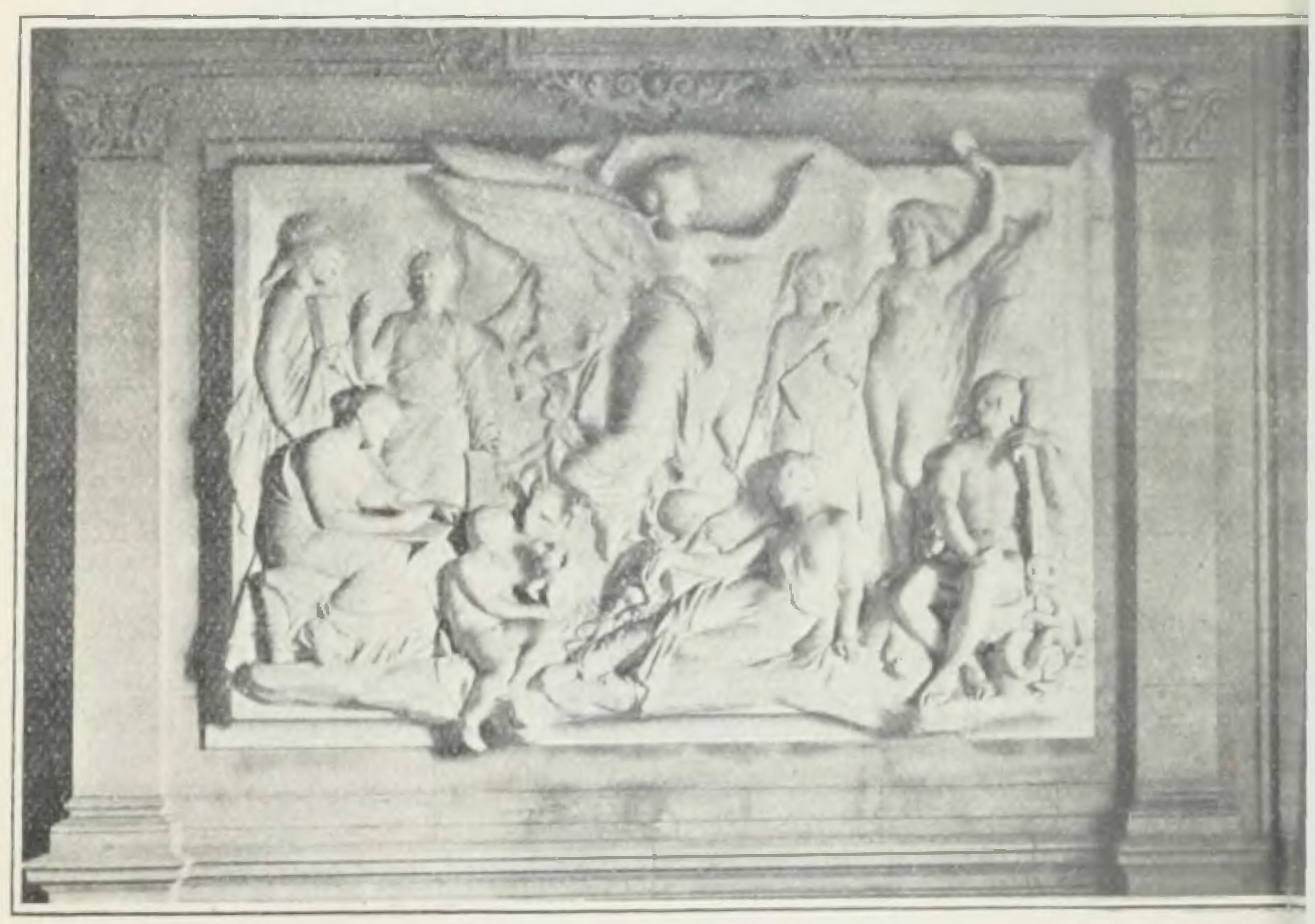
La Libération du Territoire.

Dans l'arc de gauche, un bas-relief en marbre représente la Libération du territoire dû au ciseau d'Henri Chapu. D'un côté, la France, dépouillant ses vêtements de deuil, s'appuie sur l'épaule de Thiers, qui tient en main des chaînes brisées ; d'un autre côté, une longue théorie de femmes figurant les villes qui viennent déposer sur l'autel de la patrie le prix de sa rançon. Au dessus, dans les airs, plane un génie tenant une banderole sur laquelle est inscrit le texte de la loi votée par l'Assemblée nationale :
Sur les pilastres de gauche et de droite de ce bas-relief, figurent les inscriptions suivantes :
| « Fortifications de Paris 1840 — Mission diplomatique en Europe 1870 — » | « Belfort conservé à la France 1871 — Libération du territoire 1873 — » |

Dans l'arc de droite, le bas-relief, dû également à Chapu, représente le Génie de l'Immortalité gravant sur ses tablettes le nom de Thiers. À ses pieds sont groupées des figures allégoriques : les Sciences, les Arts, l'Histoire, les Lettres, l'Éloquence, etc.
Sur les pilastres de gauche et de droite sont gravées les inscriptions :
| « Histoire de la Révolution française 1823–1827 — Histoire du Consulat et de l'Empire 1845–1862 — » | « Membre de l'Académie française 1833 — Membre de l'Académie des sciences morales et politiques 1840 — » |

L'arc du fond, faisant face à la porte d'entrée, est composé d'un groupe de cinq mètres de hauteur, représentant Thiers se soulevant à demi, accoudé sur le bras gauche et répondant à l'appel de l'Immortalité, génie en bronze doré qui pleure au-dessus de sa tête, les ailes déployées. En avant du socle est une figure accroupie, la Patrie en deuil, tenant un drapeau d'une main et élevant l'autre vers Thiers,.
Au haut de l'arc, l'inscription suivante est gravée :

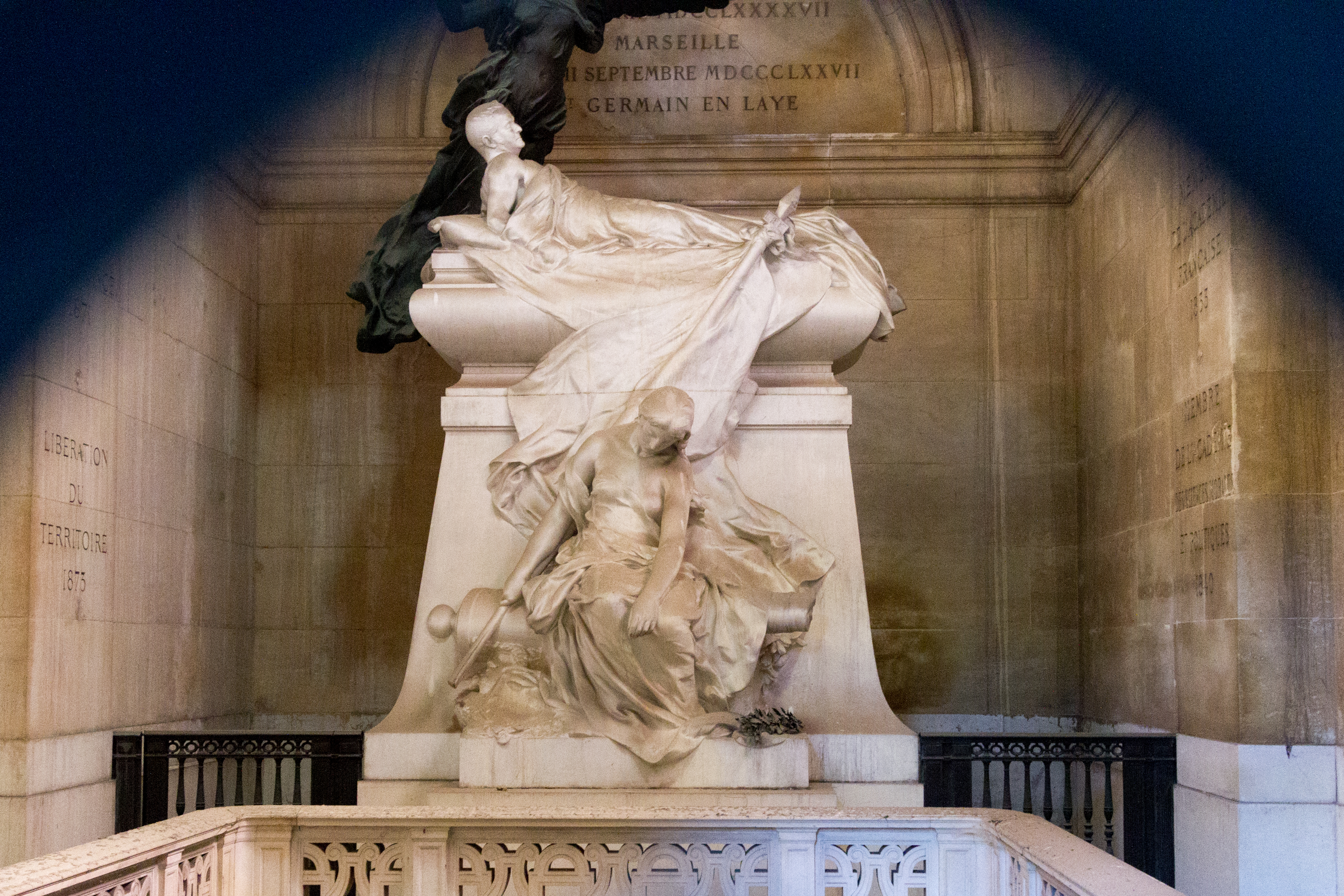
Thiers et la Patrie en deuil.
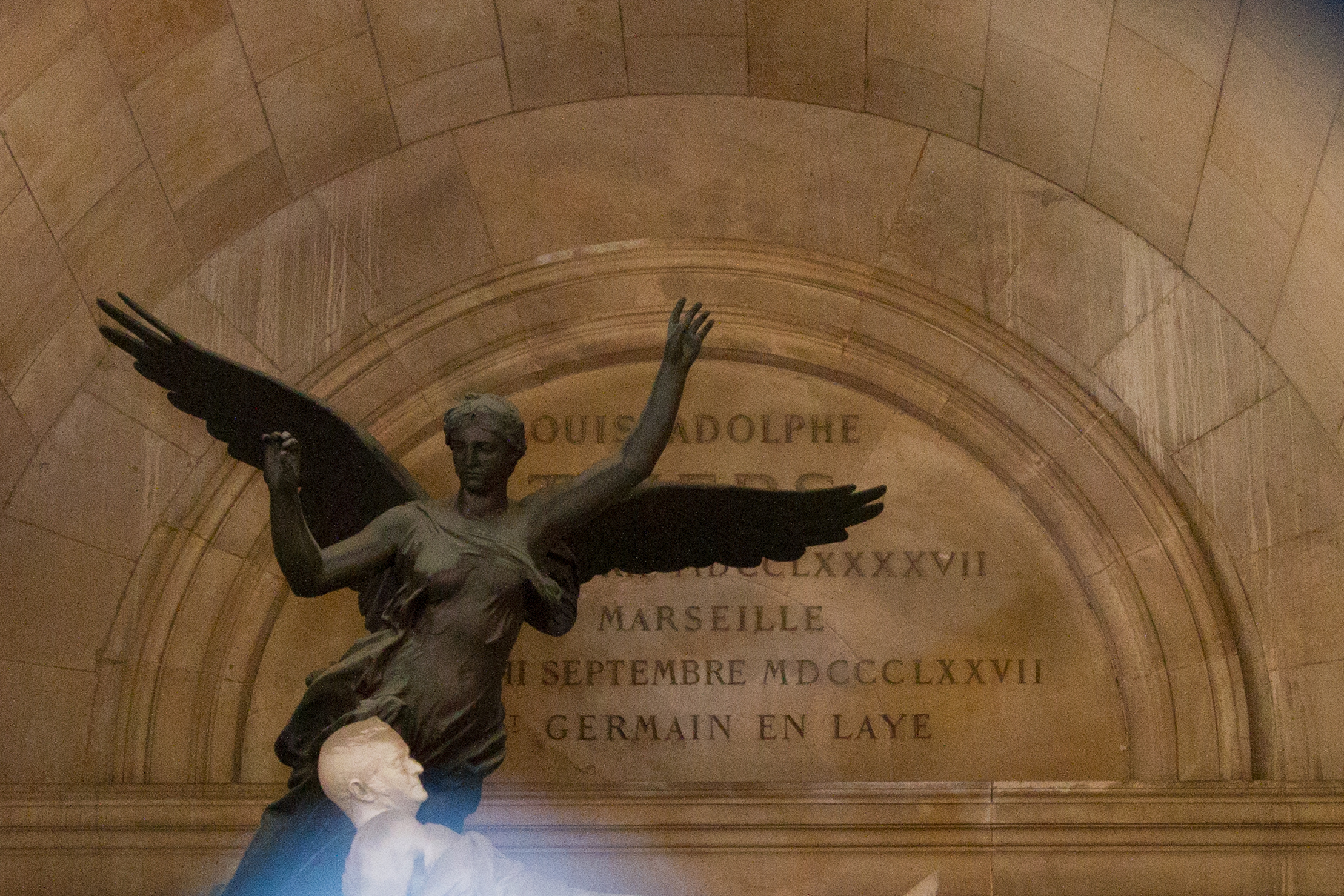
L'Immortalité.

#### Crypte
À gauche de ce groupe se trouve un escalier de trente mètres conduisant à la crypte où sont les tombeaux. Au centre de la crypte est le tombeau de Thiers, composé d'un socle en porphyre rouge élevé sur deux marches en porphyre gris, et d'un sarcophage en porphyre vert, de forme antique, reposant sur quatre consoles à griffe. Ce petit monument a une hauteur de quatre mères. Chaque face du socle porte cette inscription :
Le long des murs sont construits quatre tombeaux sur le même modèle que le précédent, mais de dimensions moins grandes. Ils sont réservés à la famille. Ils portent les inscriptions suivantes :
Au pied de l'escalier de la crypte est un autel en pierre polie, décoré de marbres de différentes couleurs. Sur l'autel un Christ et des flambeaux en bronze.

### Personnes inhumées
Le caveau comporte les dépouilles des membres des familles Dosne et Thiers :
1. Adolphe Thiers (1797–1877).
2. Élise Thiers (1818–1880), veuve d'Adolphe Thiers.
3. Alexis-André Dosne (1781–1849), père d'Élise Dosne, agent de change, receveur général des finances du Finistère et régent de la Banque de France.
4. Eurydice Matheron (1794–1869), veuve d'Alexis-André Dosne.
5. Félicie Dosne (1823–1906), sœur cadette d'Élise Thiers qui fit de nombreux legs à l'Institut de France permettant notamment la création de la bibliothèque Thiers et de la Fondation Thiers[26].

Adolphe Thiers.
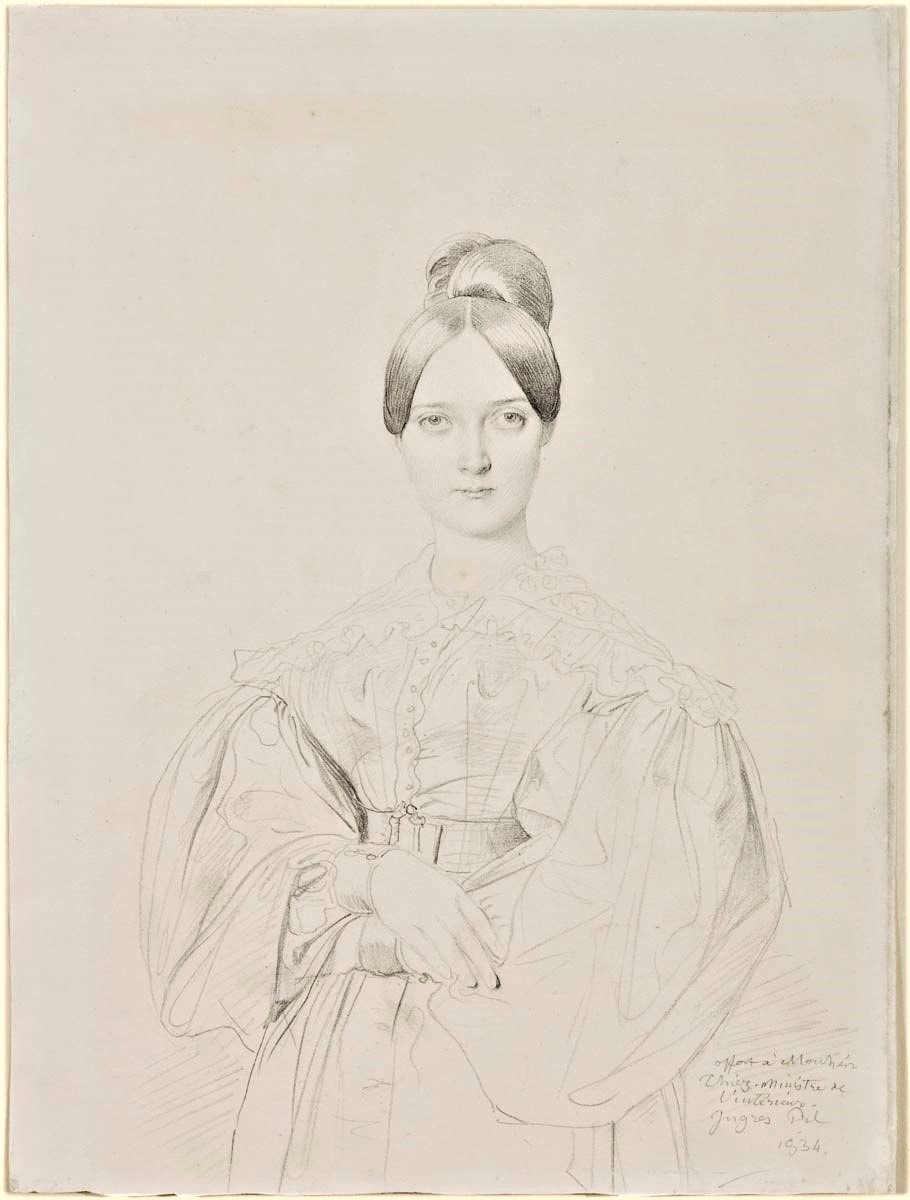
Élise Thiers.
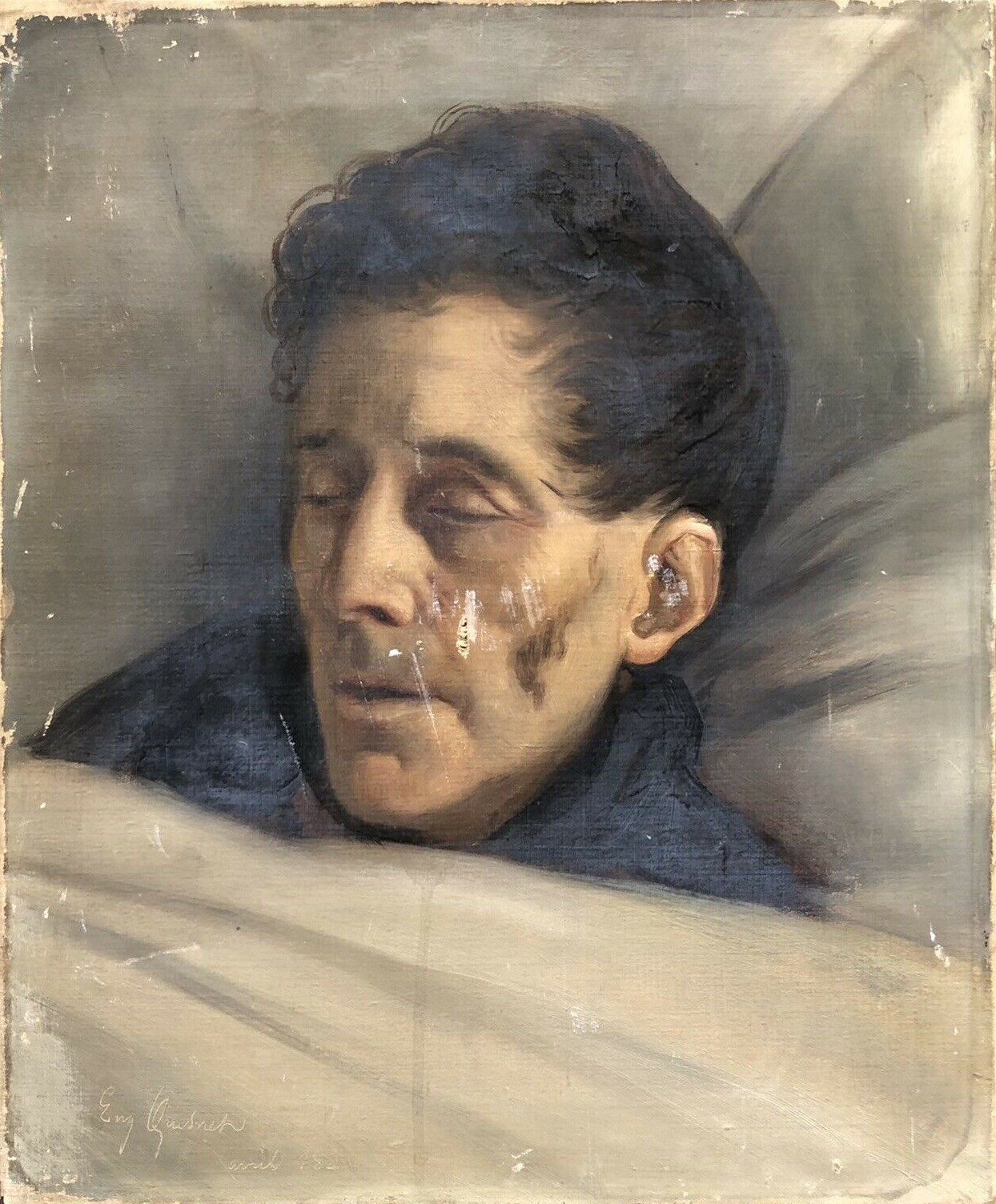
Alexis Dosne.
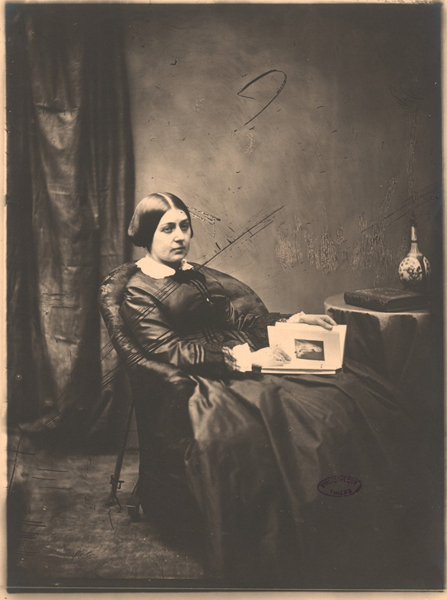
Félicie Dosne.